# Homo habilis
Homo habilis is een uitgestorven mensensoort die 2,3 tot 1,5 miljoen jaar (Ma) geleden in Oost-Afrika leefde.
De eerste fossielen van Homo habilis werden in 1959 in de Olduvaikloof van Tanzania gevonden. In 1964 werd de soort benoemd. De naam betekent "de handige mens". Behalve de Olduvaikloof leverden ook Kenia en wellicht Zuid-Afrika fossielen op. Die bestaan uit een klein aantal schedels, losse botten en tanden, alsmede enkele onvolledige skeletten. Veel van de bouw van de soort is daarom nog onbekend. Daarbij denken veel onderzoekers dat de fossielen ook nog een tweede soort vertegenwoordigen: Homo rudolfensis of wellicht een nog onbenoemde soort. Er is geen overeenstemming welk fossiel bij welke soort hoort.
Homo habilis was kleiner dan de tegenwoordige mens met een geschatte lengte tussen 120 en 155 centimeter. Zijn hersenen zijn met een volume van tussen de 550 en ruim 700 kubieke centimeter groter dan het brein van de soorten van Australopithecus. Daarmee is H. habilis de eerste primatensoort met een herseninhoud die duidelijk hoger ligt dan bij chimpansees. Dit was de belangrijkste reden hem in het geslacht Homo te plaatsen. Verder is het skelet niet zo verschillend van de australopithecussoorten. Het gebit is maar weinig anders, de armen zijn nog lang maar de benen juist niet. Sommige onderzoekers vinden daarom dat de soort in Australopithecus geplaatst moet worden als een Australopithecus habilis.
In de Olduvaikloof zijn ook primitieve werktuigen aangetroffen, indertijd de oudste die bekend waren. In 1964 werd aangenomen dat die van H. habilis waren, de reden voor de soortaanduiding. De grotere hersenen zouden hem in staat gesteld hebben stenen kloppend van een snijrand te voorzien om vlees te snijden. H. habilis zou ook de eerste mens geweest zijn die op groot wild joeg, op een savanne. Later is men daaraan gaan twijfelen. Met zijn te korte benen kon H. habilis niet goed een prooi achtervolgen. Met zijn lange armen klom hij misschien nog vaak in bomen die een groter deel van zijn leefgebied bedekten dan eerder gedacht. Er zijn veel oudere werktuigen gevonden, een bewijs dat ook australopithecussoorten die konden maken. Het is de vraag of H. habilis kon spreken. Hij at veel planten zoals knollen, bladeren en fruit.
De taxonomie van Homo habilis, dus zijn verwantschappen, is zeer onzeker. Van iedere soort van Australopithecus is wel eens gedacht dat hij de oorsprong was van Homo habilis en daarmee van de tak die naar de moderne mens voert. Het kan zijn dat H. rudolfensis niet nauw aan H. habilis verwant was en juist de meer directe voorloper van Homo sapiens. H. habilis wordt vaak als de nauwe verwant van Homo erectus gezien, een soort die nog grotere hersenen ontwikkelde. Hij kan daarvan echter niet de directe voorouder geweest zijn want beide soorten leefden honderdduizenden jaren naast elkaar. Meestal wordt aangenomen dat H. erectus als eerste mens van Afrika uit naar Azië trok. Er zijn echter aanwijzingen dat H. habilis dat al eerder gedaan had. Hij lijkt in bouw op de raadselachtige Floresmens.

## Vondst en naamgeving

### Ontdekkingen in de Olduvaikloof

#### Vroege vondsten

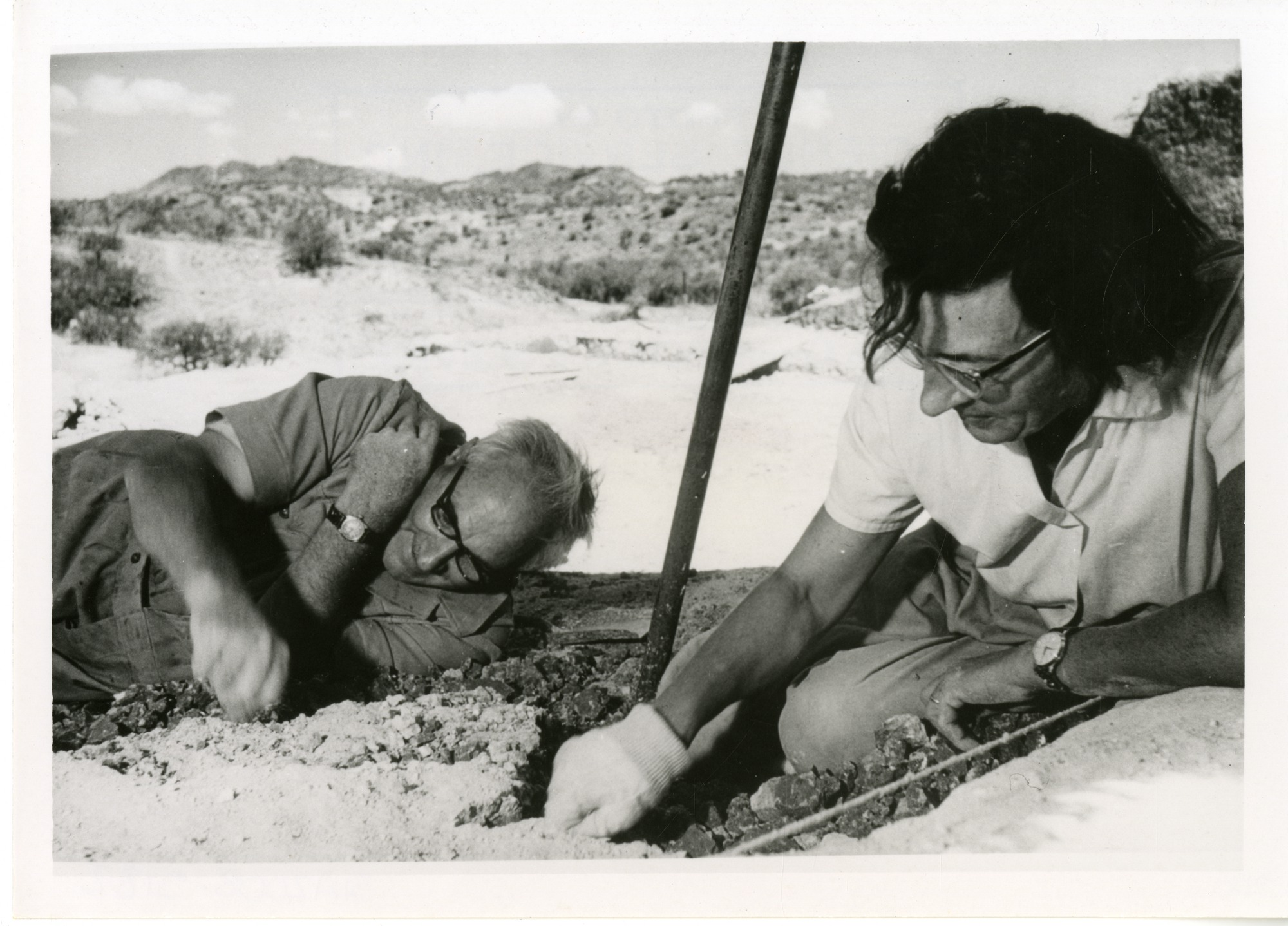
Mary en Louis Leakey zoeken naar fossielen in de Olduvai

Sinds 1930 verrichtten Louis Leakey en diens vrouw Mary Leakey opgravingen in de Olduvaikloof in Tanzania. Ze vonden daar resten van de robuuste australopitheek Paranthropus boisei (Zinjanthropus) alsmede primitieve stenen werktuigen. De eenvoudigste verklaring leek dat de robuuste vorm daarvan de maker was, maar die leek daar zelf te primitief voor en deze verklaring was ook niet in overeenstemming met Louis Leakeys lang gekoesterde overtuiging dat het geslacht Homo zeer oud was. Naarstig bleef hij daarvoor bewijs zoeken, daarbij geholpen door de ruimere fondsen die de National Geographic Society ter beschikking stelde na de vondst in 1959 van P. boisei. Eind juni 1959 vond zijn assistent Heselon Mukiri een stuk onderkaak met een derde kies van een vroege Homo, specimen OH 4, maar dit werd indertijd niet als zodanig onderkend en hetzelfde gold in 1960 voor OH 6, een paar stukken schedeldak en tanden.

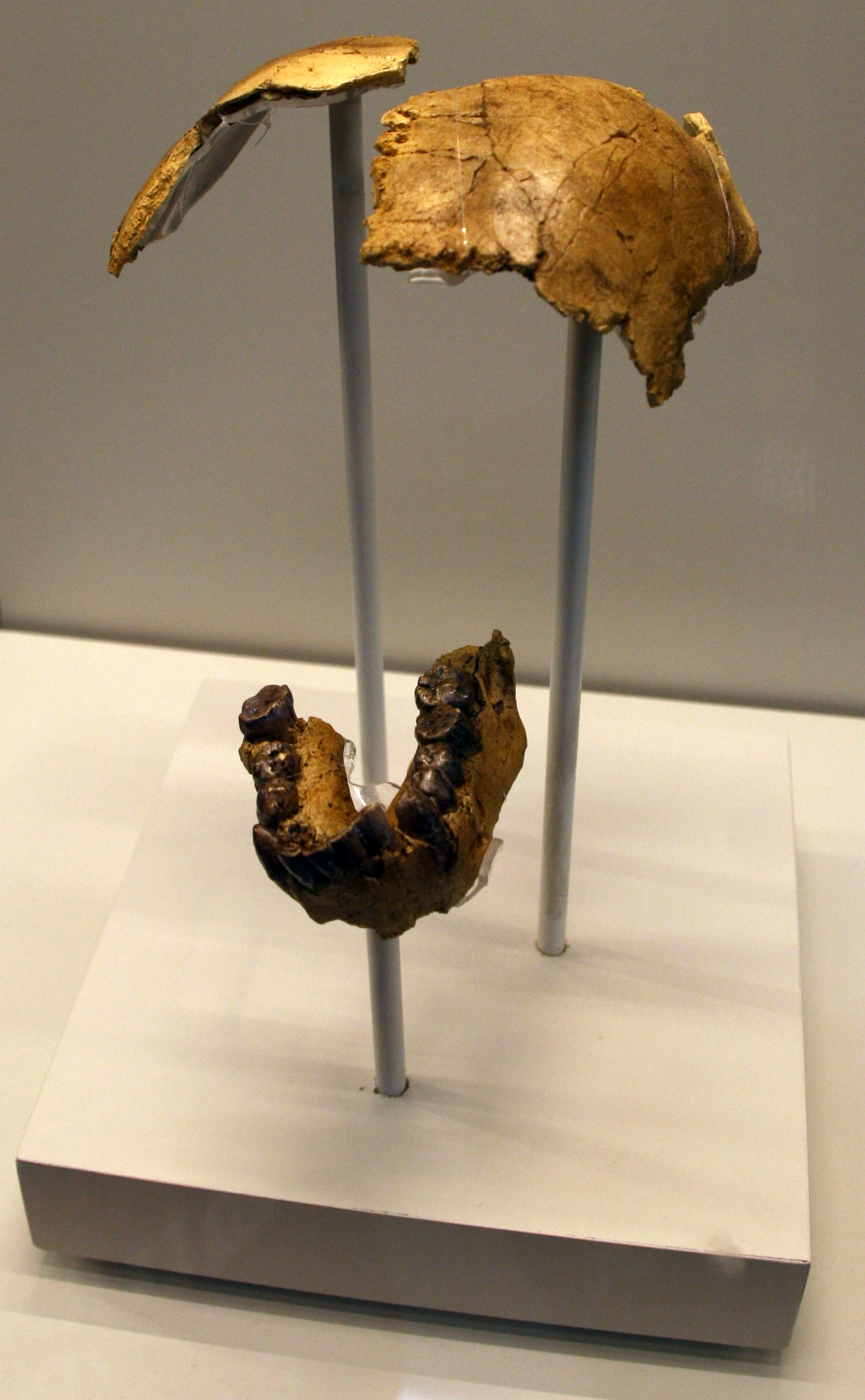
Replica OH 7

Rond 4 november 1960 ontdekte hun zoon Jonathan Leakey bij het opgraven van een katachtige specimen OH 7, bijgenaamd Jonny's Child, een gedeeltelijke schedel inclusief gepaarde onderkaken en dertien botten van een hand — de laatste vermoedelijk van een ander individu, eveneens een kind. De leeftijd van OH 7 werd geschat op twaalf jaar. De botten werden opgegraven van 1960 tot en met 1963. Dit leek de gezochte werktuigenmaker te zijn. Februari 1961 werd de vondst gemeld in de wetenschappelijke literatuur. Op dat moment werd het type omschreven als een "pre-Zinjanthropus" met grotere hersenen; in een lezing later dat jaar als een directe voorouder van Homo. Collegae twijfelden daaraan en ruim drie jaar werd het specimen aan metingen onderworpen om vast te stellen of het toch niet om een exemplaar van Australopithecus africanus ging. Aanvullende vondsten, nieuwe schattingen van de hersengrootte en de moderne vorm van de handen overtuigden op het eind de Zuid-Afrikaanse en andere Britse leden van het onderzoeksteam ervan dat het een nieuwe soort betrof die dichter bij de moderne mens stond. Het was duidelijk dat de koppige Leakey die hoe dan ook binnen het geslacht Homo zou plaatsen, dus gingen de anderen daarin maar mee. De term "pre-Zinjanthropus", die puur als een tijdsaanduiding was bedoeld, kon voor veel verwarring zorgen. Sommige onderzoekers dachten dat Leakey een apart geslacht Prezinjanthropus had benoemd.

#### Homo habiliswordt benoemd

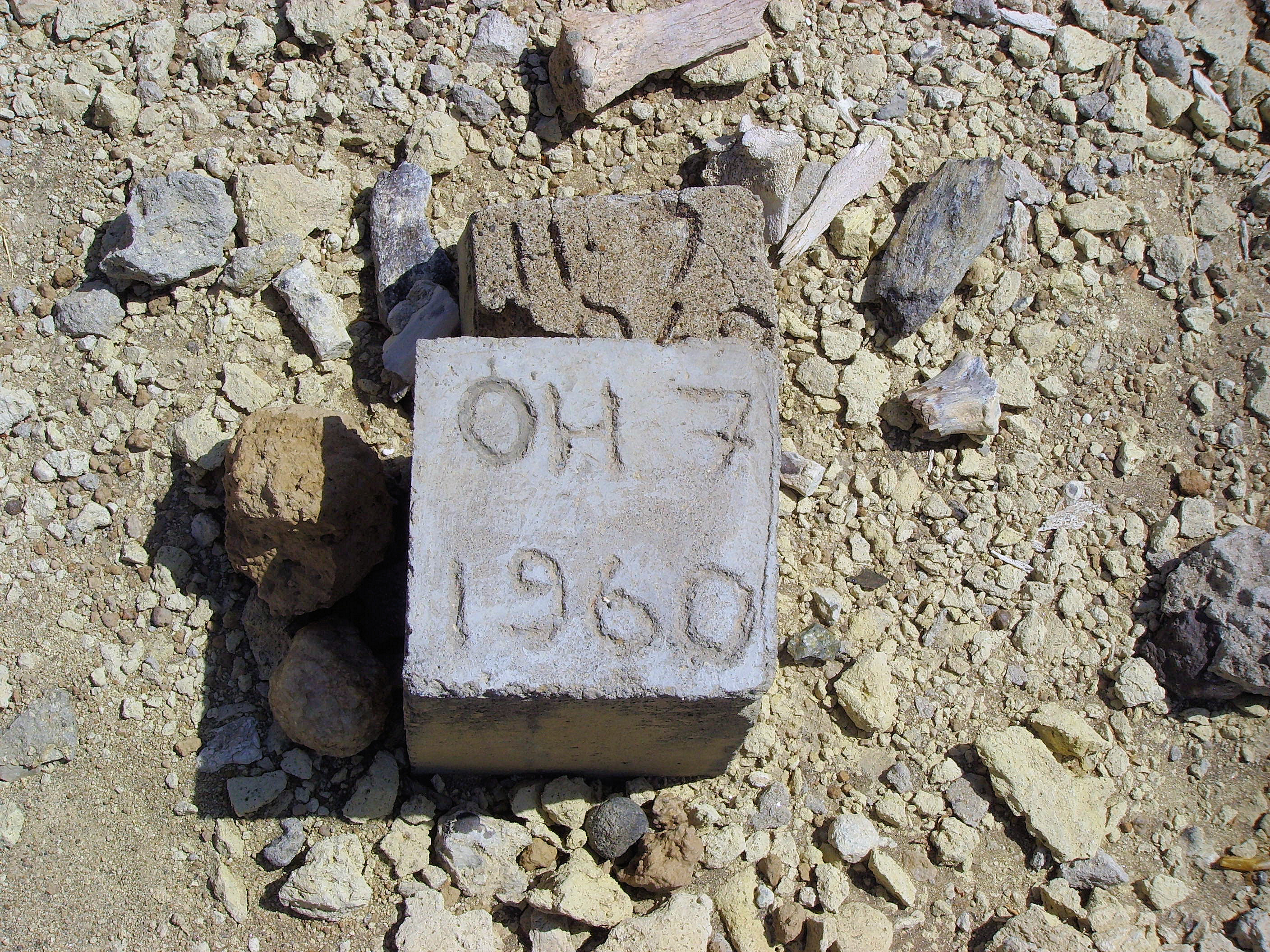
De exacte locatie waar OH 7 werd ontdekt

April 1964 benoemde L. Leakey samen met Phillip Vallentine Tobias en Jonathan Russell Napier — waarbij Tobias de anatomische beschrijving van de schedel voor zijn rekening nam en Napier die van de pols en hand — de soort Homo habilis. De soortnaam Homo habilis bestaat uit de geslachtsnaam Homo, die in het Latijn "mens" betekent, en de soortaanduiding habilis, die "handig" in de zin van "bekwame omgang met werktuigen" betekent. De soortaanduiding was op verzoek van Tobias gesuggereerd door Raymond Dart zonder overigens het fossiel gezien te hebben. De nieuwe soort baarde veel opzien.
OH 7 is het holotype van de soort en komt uit een laag die ongeveer 1,75 miljoen jaar oud is. Als paratypen werden aangewezen de specimina OH 4 en OH 8, een aantal beenderen van een linkervoet, en verder OH 16, een in 1963 door Maiko Mutumbu gevonden schedel die in de nacht na de ontdekking door een kudde koeien vertrapt werd en met groot geduld weer moest worden gereconstrueerd. Het is de grootste schedel die ooit bij Homo habilis is ondergebracht en kreeg de bijnaam Poor George. Verder was er specimen OH 48, een sleutelbeen. Van OH 8 werd overigens al in 1968 door Day vermoed dat het een voet van P. boisei was.
De plaatsing van de soort in het geslacht Homo was meteen zeer omstreden en werd overhaast geacht. Alleen al de geclaimde hoge ouderdom stuitte op ongeloof. Pas in 1961 waren exacte dateringen voor het gebied uitgevoerd en bleken driemaal hoger dan verwacht. Al snel werd door Jon Robinson gesuggereerd dat het materiaal meerdere soorten zou kunnen vertegenwoordigen, de een Homo transvaalensis (een naam die toen gebruikt werd voor een geavanceerde A. africanus), de ander Homo sapiens, welke soort in zijn optiek vormen omvatte die later als een vroege H. erectus zouden worden gezien.
Het zou tot het midden van de jaren tachtig duren voordat H. habilis algemeen als soort aanvaard werd. Tobias, in toenemende mate geïsoleerd door de boycot van het apartheidsregime van Zuid-Afrika hoewel hij de racistische pseudowetenschap daarvan actief bestreed, had lang het gevoel dat hij de enige verdediger van het begrip was. Sommige onderzoekers voelden grote psychische weerstand tegen het benoemen van mensensoorten op grond van alleen resten uit Afrika. Nog steeds leefde het vooroordeel dat de echte "menswording" alleen in Europa of Azië kon hebben plaatsgevonden. Een ander probleem was de verhouding met het geslacht Australopithecus. Het leek evident dat de mens daarvan afstamde maar dat betekende ook dat Australopithecus parafyletisch was: Homo was nauwer verwant aan sommige australopitheken dan aan andere. Waar men de grens wilde leggen, was willekeurig en kon niet door empirisch wetenschappelijk onderzoek worden bepaald. Er kon zo in beginsel nooit dwingend bewijs gevonden worden dat de soort niet in Homo thuishoorde maar ook niet dat het geen lid van Australopithecus was. Het debat kon aldus eeuwig voortduren tenzij Australopithecus in meerdere genera gesplitst werd. Verschillende onderzoekers zouden daar een aanzet toe geven maar er zou nooit consensus over ontstaan.

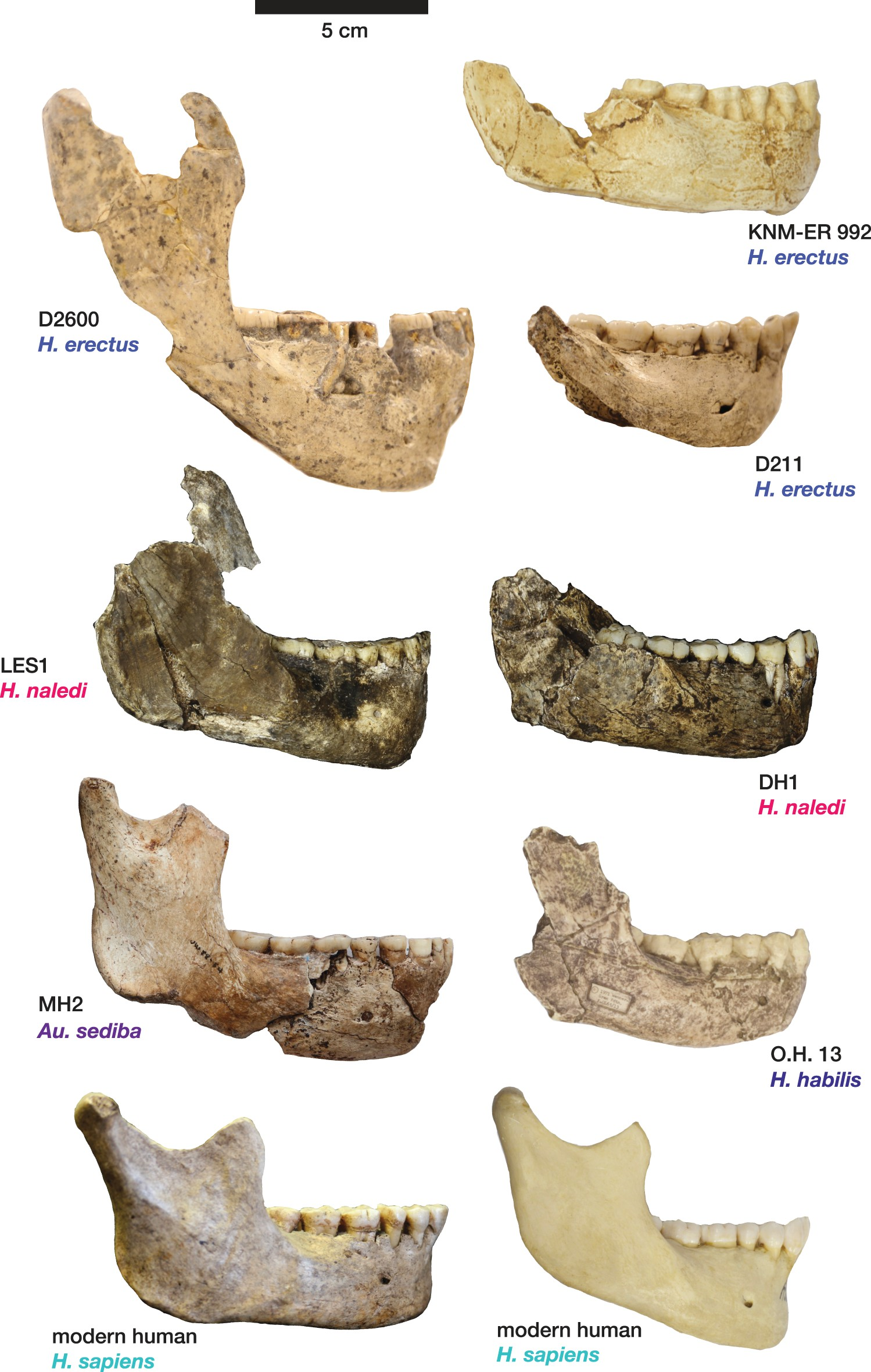
De onderkaak van OH 13 vergeleken met die van andere mensachtigen

Het gebrek aan aanvaarding leidde tot een vloed aan alternatieve namen of plaatsingen. Binnen vijftien maanden na de benoeming kon Tobias een Australopithecus africanus, Australopithecus africanus habilis, Australopithecus habilis, Homo erectus habilis en simpelweg Homo erectus noteren. De meest bizarre naam was Homo Paleoanthropus Habilinensis in 1974 voorgesteld door Enver Bostanci, welke geleerde dacht dat het om de resten ging van een directe nakomeling van Abel.

#### Latere vondsten in de Olduvai
Hierna werden de zaken verder gecompliceerd doordat lange tijd alle vondsten uit Afrika van de vroege Homo aan Homo habilis werden toegewezen. In 1960 was nog voor OH 7 een onderste linkeronderbeen, scheenbeen en kuitbeen, aangetroffen, specimen OH 35, wellicht van hetzelfde individu als OH 8, hoewel de stratigrafie dat onzeker maakt. Oktober 1963 vond Ndibo Mbuika in de Olduvaikloof de schedel met onderkaken OH 13, bijgenaamd Cinderella ofwel Cindy. Andere exemplaren die herfst waren OH 14, een nauwelijks determineerbaar botfragment en OH 15, wat stukken kies; beide werden maar niet toegewezen. De vondsten kwamen uit een laag die 1,7 miljoen jaar oud was; een stuk armbot werd dicht bij de schedel aangetroffen. In 1968 vond Peter Nzube in Olduvai specimen OH 24, een schedel van 1,8 miljoen jaar oud. Met veel moeite werd deze gereconstrueerd. De schedel werd in 1971 aan H. habilis toegewezen.
Op 21 juli 1986, drie dagen nadat ze de door Mary Leakey opgegeven vindplaats hadden overgenomen, ontdekten Timothy White en Donald Johanson specimen OH 62, vermoedelijk een vrouw, in een 1,8 miljoen jaar oude laag. Het was het eerste meer volledige skelet van een vroege Homo als combinatie van schedelresten met delen van de postcrania. Johanson schreef over deze vondst het boek Lucy's Child. Het werd in het Nederlands vertaald als Het Kind van Lucy.
In 1991 werden alle schedels uit de Olduvai meer in detail beschreven door Tobias.

### Vondsten elders

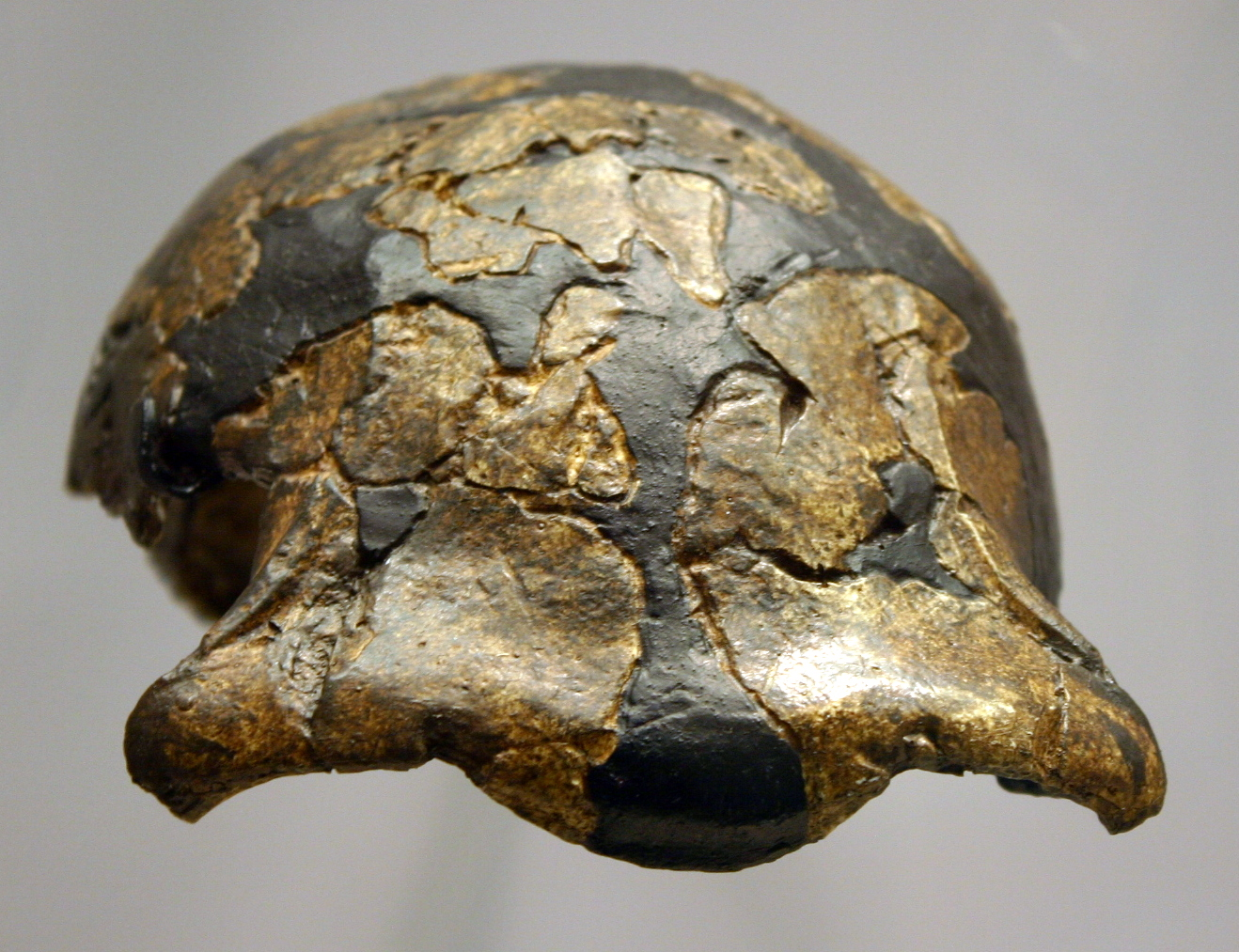
OH 16 ofwel George

Meer variabiliteit, zowel in ouderdom als bouw, tonen exemplaren buiten Olduvai ontdekt. In 1973 ontdekte Kamoya Kimeu bij Koobi Fora, East Turkana, in Kenia specimen KNM-ER 1813, een schedel van een volwassen individu, in een 1,9 miljoen jaar oude laag. De herseninhoud bedroeg slechts 510 kubieke centimeter, maar iets boven het niveau van Australopithecus. In 1991 werd specimen KNM-ER 1501 toegewezen, een onderkaak. In 2000 werd door John Kaatho bij Ileret in Kenia specimen KNM-ER 42703 ontdekt, een rechterbovenkaaksbeen van 1,44 miljoen jaar oud, het geologisch jongste dat ooit aan Homo habilis is toegewezen, in 2007 door Fred Spoor e.a. Later echter betwijfelde Spoor zelf de juistheid van de toewijzing. Specimen KNM-ER 3735 is een fragmentarisch skelet met schedel, in 1989 onder voorbehoud aan H. habilis toegewezen. In 1991 werden alle schedels uit de Koobi Fora meer in detail beschreven door Wood.
In de streek van Omo in Ethiopië werd in 1977 een stuk schedel gevonden, specimen L. 894-1, dat onder voorbehoud aan H. habilis werd toegewezen.
Verschillende resten uit Zuid-Afrika zijn ook bij H. habilis ondergebracht, zoals in 1977 specimen Stw 53, in 1976 gevonden door Alun Hughes. Controversieel is dat die in 2010 ten dele als de basis zijn genomen voor een aparte soort: Homo gautengensis. KNM-ER 1813 is in 1995 door Walter Ferguson als een eigen soort beschouwd: Homo microcranous, "met de kleine schedel". Een probleem bij vondsten uit dit gebied is ook dat juveniele of vrouwelijke onderkaken van Paranthropus robustus wellicht lastig van die van H. habilis zijn te onderscheiden.

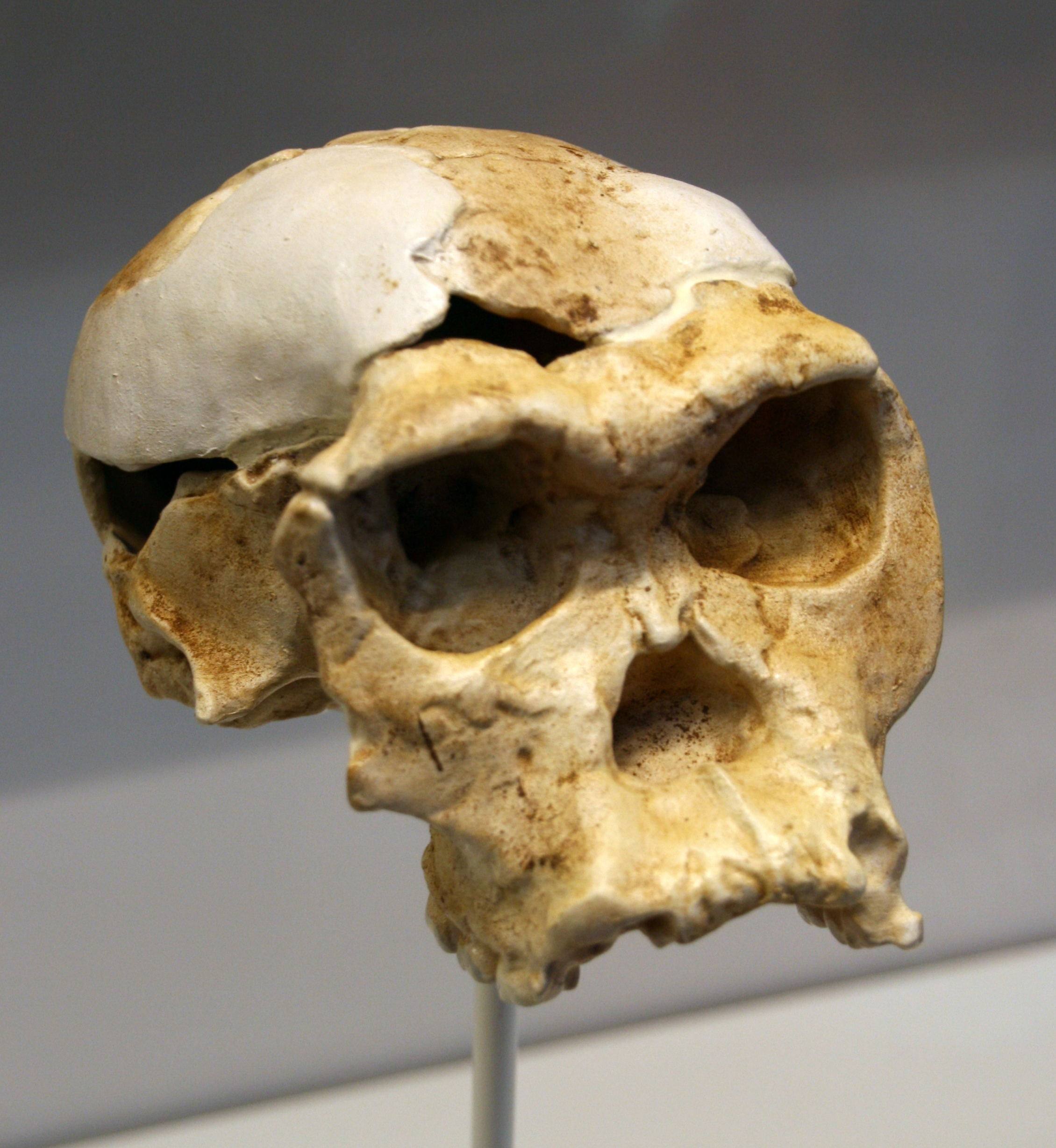
OH 24 ofwel Twiggy

Zeer problematisch is ook de relatie met Homo rudolfensis. Het in 1972 ontdekte lectotype daarvan, specimen KNM-ER 1470, werd eerst aan Homo habilis toegewezen waarbij de ouderdom te hoog op 2,8 miljoen jaar geschat werd maar later als een aparte soort beschouwd. In 1986 concludeerde Christopher Stringer dat het vroege Homo-materiaal minstens twee soorten vertegenwoordigde, en hetzelfde jaar kwam apart de benoeming van een Pithecanthropus rudolfensis tot stand die weer in 1989 als Homo rudolfensis werd aangeduid. Al in 1987 sloot Wood zich bij de hypothese aan dat er twee soorten waren. In 1992 dacht Ian Tattersall dat er duidelijk twee typen gezichtsvorm in de fossielen te onderscheiden waren. Dit werd in 1993, 1995 en 1996 bevestigd in statistische analyses door Philip Rightmire, Bernard Wood, Andrew Kramer en Steven Donnelly. Sommige onderzoekers maken echter geen onderscheid tussen de twee soorten en spreken dan van een Homo habilis sensu lato, dus "in ruime zin". Joseph Miller bijvoorbeeld beargumenteerde in een reeks studies dat het materiaal hoe dan ook te slecht was om goede statistische analyses op toe te passen maar dat de gegevens niet wezen op het bestaan van twee groepen in de gezichtsvorm of de craniometrie. Dit was in 2003 ook de positie van Tobias zelf. In 2005 en 2006 stelde Milford Wolpoff dat de variatie binnen het materiaal niet groter was dan bij A. africanus. In 1987 meende Andrew Chamberlain dat de naam H. habilis maar beter gereserveerd kon blijven voor het materiaal uit de Olduvaikloof.
Wat de situatie nog complexer maakt is dat veel beschrijvingen van Homo habilis zich op het gavere KNM-ER 1813 baseren maar dat het holotype OH 7 in bepaalde opzichten dichter bij KNM-ER 1470 staat. Dat wijst op de mogelijkheid dat uiteindelijk H. rudolfensis met H. habilis samenvalt maar de groep van exemplaren die met KNM-ER 1813 overeenkomt als H. microcranous aangeduid zal moeten worden. Zulke specimina zijn onder andere OH 13, OH 62, OH 65 en KNM-ER 1805. OH 65 is een vrij grote bovenkaak, gevonden in 1995, die ook met KNM-ER 1470 in verband is gebracht als bewijs dat H. rudolfensis bij H. habilis moet worden ondergebracht.
In 1999 werd door Bernard Wood en Mark Collard opnieuw geprobeerd om H. habilis, alsmede H. rudolfensis, bij Australopithecus in te delen, nu door een lijst op te stellen van vijf formele criteria. Die konden echter weer niet logisch dwingend zijn en moesten noodzakelijkerwijs in strijd komen met het evolutionaire feit van een geleidelijke verandering. Een wetenschappelijke consensus werd dan ook niet bereikt. In 2014 stelde Wood voor om beide soorten maar in een nieuw eigen geslacht te plaatsen maar benoemde dit niet. In 2017 werd door Zuid-Amerikaanse onderzoekers juist geopperd dat meer basale vormen zoals Australopithecus sediba en overigens ook Homo naledi bij H. habilis zouden moeten worden ondergebracht: het zouden er jongere synoniemen van zijn.
Net zoals bij het begin van de soort een onderscheid niet strikt gemaakt kan worden tenzij een afsplitsingspunt gevonden wordt, is er zonder zo'n afsplitsing geen strikte scheiding met afstammelingen. Zo is nog in 2013 gesteld dat H. habilis simpelweg een vroege Homo erectus is met welk taxon een chronospecies gevormd wordt. Tussen 1964 en 1985 was het dominante standpunt dat er geen "morfologische ruimte" was tussen A. africanus en H. erectus voor nog een soort.

### Nog vroegereHomo?

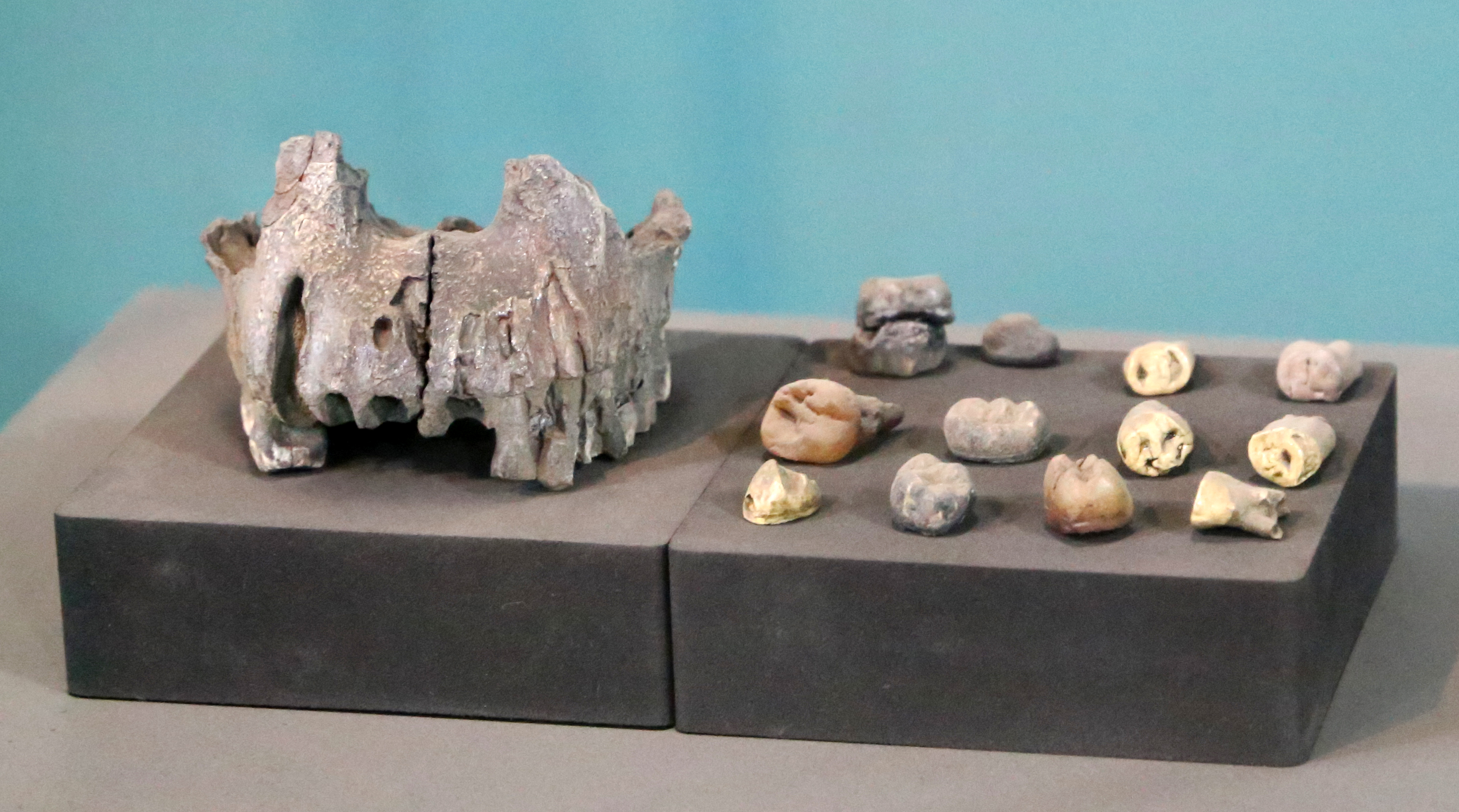
AL 666-1 met vroege losse tanden

Verschillende fossielen zijn gemeld die qua vorm wellicht bij Homo habilis kunnen worden ingedeeld maar waarvan de status onzeker wordt geacht vanwege de hoge geologische ouderdom.
In 1965 vond John Kimengich specimen KNM BC1 in the Chemeronformatie in Kenia. Het werd in 1967 door P.V. Tobias beschreven. Het betreft een slaapbeen dat lijkt te wijzen op een vergrote herseninhoud. Het is gedateerd op 2,4 miljoen jaar oud. In 1992 werd het toegewezen aan een Homo species indeterminata.
Uit Zuid-Afrika zijn twee fossielen ouder dan twee miljoen jaar bekend die mogelijke kenmerken van Homo tonen. Sts 19 is een schedelbasis die in 1993 aan een Homo sp. werd toegewezen. Stw 151 bestaat uit schedelfragmenten van een kind die de toestand bij Homo benaderen.
In 1994 werd door William Kimbel bij Hadar in Ethiopië specimen AL 666-1 ontdekt, een bovenkaaksbeen dat in 1997 aan een Homo sp. aff. H. habilis werd toegewezen wegens het typisch menselijke parabolische profiel in bovenaanzicht. Het betreft wellicht een mannelijk exemplaar. De locatie is 2,33 miljoen jaar oud en heeft ook werktuigen opgeleverd. Eenzelfde toewijzing kreeg in 2005 kies KNM-WT 42718, 2,4 tot 2,3 miljoen jaar oud, uit Kenia.
Eveneens uit Ethiopië meldden wetenschappers in maart 2015 het voorlopig oudste fossiel van Homo uit de geschiedenis, specimen LD 350-1. Het gaat om gepaarde onderkaken, ofwel een mandibula van 2,8 tot 2,75 miljoen jaar oud, in 2013 ontdekt door Brian Villmoare. De vondst werd wel aan Homo toegewezen maar niet aan Homo habilis.
Problematisch is de datering van UR-501 uit Malawi, een paar onderkaken, waarvan de ouderdom tussen de 2,5 en 1,9 miljoen jaar geschat is. De bouw komt overeen met specimen KNM-ER 1802, een paar kaken waarvan de identificatie eveneens onzeker is. UR-501 werd in eerste instantie toegewezen aan H. rudolfensis.

## Beschrijving

### Grootte

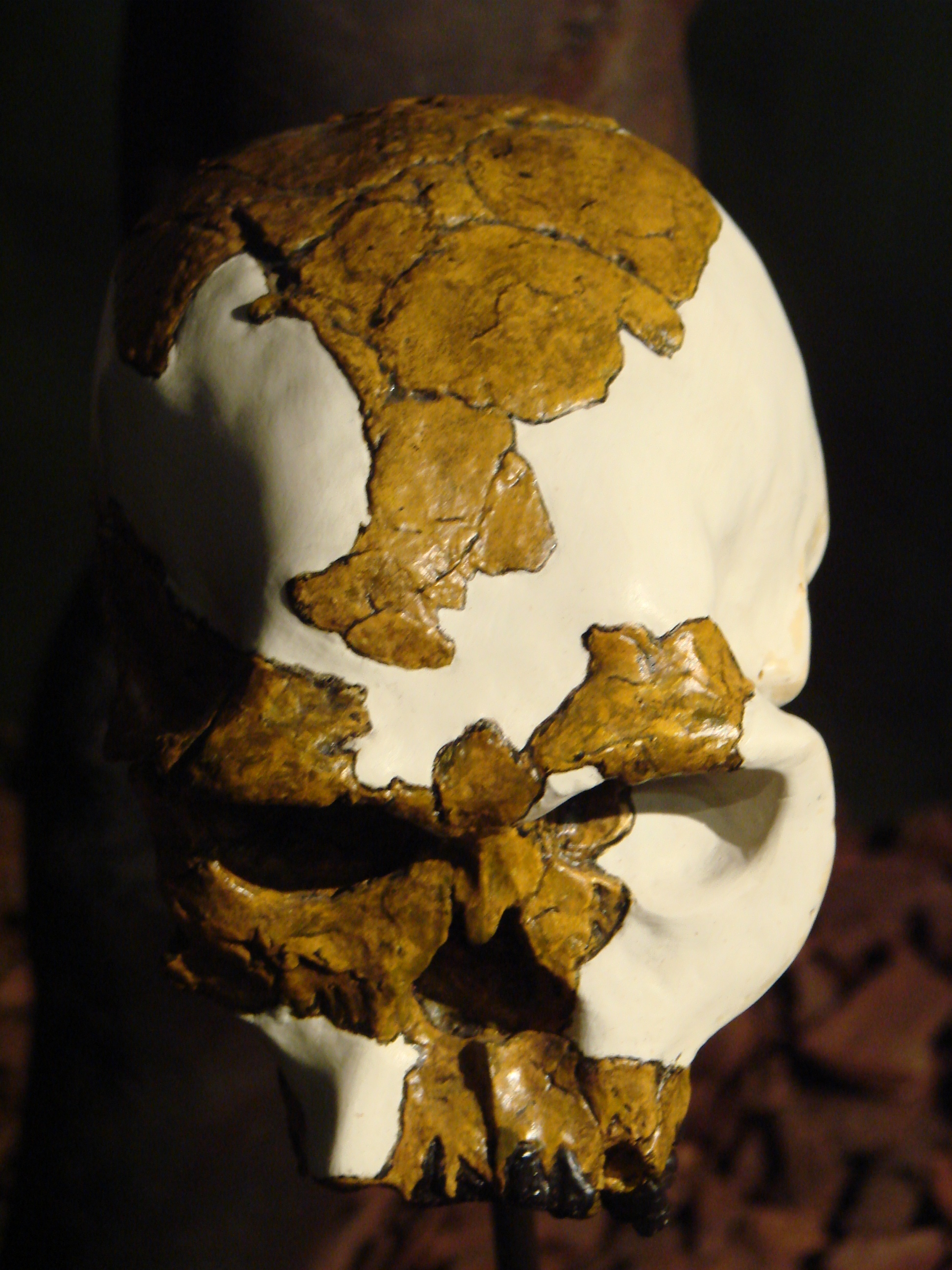
OH 24 laat zien hoe sterk de exemplaren gereconstrueerd moesten worden, wat de betrouwbaarheid van metingen vermindert

Bij de beschrijving uit 1964 werd opzettelijk de diagnose van het geslacht Homo aangepast. Op dat moment was het gebruikelijk een grens van 750 cc aan te houden voor de herseninhoud, boven de variatie bekend van moderne basale mensapen en net onder die van de Javamens. Dat werd in 1964 bijgesteld naar 600 cc zodat het holotype van H. habilis er nog inviel. Het volume van OH 7 werd in 1964 door Tobias geschat op 673,5 tot 680,8 cc, en in 1991 geschat op 690 cc. In 2015 had hij dit weer bijgesteld tot 647 cc, wat volgens hem 674 cc geworden zou zijn als het individu volledig had kunnen uitgroeien. De gebruikte methode, het gebruiken van afgietsels als een mal, werd door hem in 1965 zeer betrouwbaar geacht. De eerste reconstructie, een overkapping overdwars van alleen de wandbeenderen, werd op 5 juni 1961 begonnen. Begin 1964 maakte Ronald J. Clarke, die ook OH 7 geprepareerd had, afgietsels van de hele calvariae van OH 13 en OH 16, welke een inhoud hadden van boven de 600 cc; OH 16 werd in 1986 door Stringer op 667 cc geschat, KNM-ER 3732 op 700 cc.
De verschillende exemplaren van de vroege Homo willen nogal in hersenomvang afwijken. KNM-ER 1470 heeft een volume van 750 cc maar KNM-ER 1813 van slechts 510 cc, een van de redenen waarom er aparte soorten voor benoemd zijn. Bovenkaaksbeen OH 65 lijkt echter bij een schedel van de vorm van KNM-ER 1813 te passen maar heeft een groter formaat zodat de KNM-ER 1813-groep niet noodzakelijkerwijs kleinere hersenen had. Mocht KNM-ER 1813 inderdaad H. habilis vertegenwoordigen dan heeft die dus ongeveer hetzelfde volume als H. rudolfensis. Overigens stelde Joseph Miller in 1991 dat de variatie in omvang binnen het hele materiaal statistisch niet bijzonder afweek van die bij andere zoogdiersoorten zodat het geen sterk argument was om er aparte soorten in te onderscheiden.
Vanwege het belang voor de geschiedenis van de menselijke evolutie is de hersenomvang van OH 7 regelmatig het onderwerp geweest van studies. In 1980 stelde Ralph Holloway na een stereoscopische analyse dat het volume boven de 700 cc moest liggen. In 1978 had hij het nog op 687 cc berekend. In 1981 antwoordde Milford Wolpoff hierop dat vijf andere meetmethodes alle tussen de 580 en 600 cc uitvielen. In 1983 stelde Holloway dat Wolpoffs reconstructie inferieur was aan de oorspronkelijke door Tobias en dat een omvang rond de 700 cc het waarschijnlijkst was. In 2015 concludeerde een studie door Fred Spoor e.a. dat het volume een stuk hoger lag dan eerder geschat, tussen de 729 en 824 cc. OH 13 zou volgens een studie uit 1973 een volume hebben van 650 cc en OH 24 van 590 cc.
OH 62 laat wellicht zien dat de soort niet in grootte was toegenomen ten opzichte van lichtgebouwde vormen van Australopithecus. De lengte van de vrouw werd geschat op slechts 115 centimeter. Ook de proporties lijken niet fundamenteel veranderd. De armen zijn nog steeds relatief lang ten opzichte van de benen. In 2002 en 2004 echter stelden studies dat het skelet niet voldoende volledig was om zulke vergaande conclusies te trekken. Het grotere skelet KNM-ER 3735 laat een complex beeld zien met krachtige armen maar smalle heupen. De geschatte omvang van OH 62 en KNM-ER 3735 loopt in de literatuur tussen de dertig en zesenveertig kilogram en 118 en 154 centimeter lichaamslengte. In 1994 schatte Henry McHenry het gemiddelde gewicht van vrouwen op 31,5 kilogram, van mannen op 51,6 kilogram. In 2016 schatte William Jungers het gemiddelde gewicht op 33,7 kilogram.

### Onderscheidende kenmerken
H. habilis heeft als "vroege Homo" zekere subtiele verschillen met afgeleide australopithecussoorten. De hersenpan is vergroot ten opzichte van de oogkassen. Het verhemelte is hoog en breed. In bovenaanzicht zijn de bovenkaken niet driehoekig maar meer afgerond of vierkant. De bovenkaken steken maar matig naar voren. De clivus nasoalveolaris, de zone tussen het neustussenschot en de voortanden, maakt een scherpe hoek met de bodem van de neusholte. De rand van de neusopening is naar buiten gedraaid. De tanden zijn kleiner. De hoektanden zijn symmetrisch. De premolaren zijn niet "gemolariseerd", hebben dus niet de vorm van kiezen. Hun tandkroon is smal van de tongzijde naar de lipzijde gemeten. De eerste kies is verlengd in de richting van de tandrij. De tweede kies is ruitvormig met de belangrijkste knobbels aan de zijde bij de eerste kies. Volgens Tobias is daarbij de piramide van het rotsbeen meer haaks op de middenlijn georiënteerd en zijn de hersenhelften asymmetrisch. Verder zouden de premolaren wat naar binnen gedraaid zijn maar de kiezen juist naar buiten zodat de hele achterste tandrij om de lengteas gewrongen was. In 2005 stelde een studie dat, anders dan bij Australopithecus, het gebit tijdens de groei asymmetrische fasen doorliep.

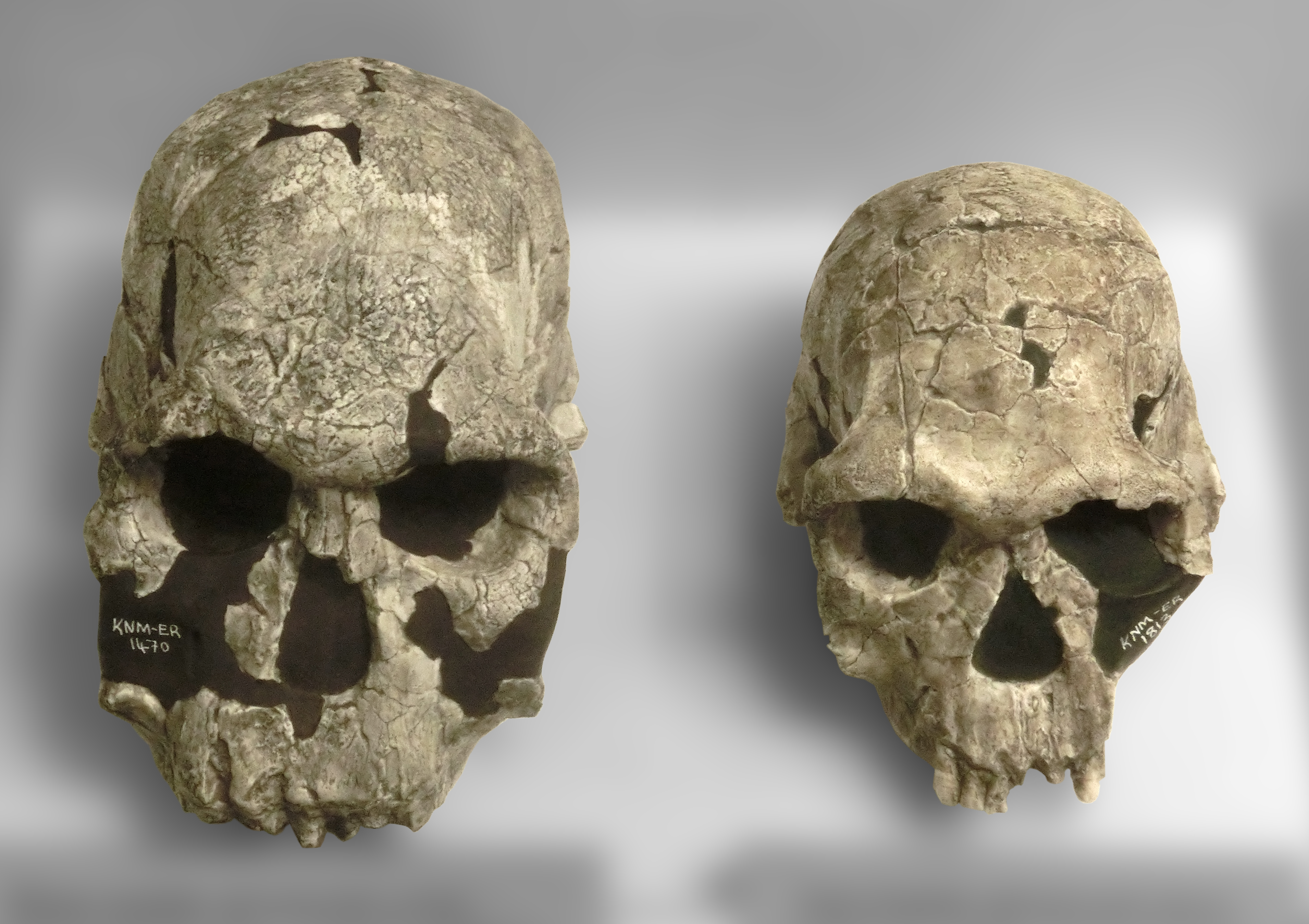
Afgietsels van het holotype van H. rudolfensis KNM-ER 1470, links, en het Homo habilis specimen KNM-ER 1813, rechts

Als KNM-ER 1813 inderdaad H. habilis vertegenwoordigt, kunnen bepaalde verschillen met H. rudolfensis worden aangegeven. Het midden van het gezicht is minder vooruitstekend. Het bovenkaaksbeen is vooraan meer afgerond. De jukbeenbogen staan meer naar achteren en meer verticaal. De tanden zijn kleiner. Verschillen met het wellicht tot H. rudolfensis behorende KNM-ER 1802 zijn smallere premolaren met kleinere taloniden, en een minder verticaal staande symfyse van de onderkaken. Een verschil met Homo erectus is dat de derde kies groot is in verhouding met de tweede.
De postcrania, het skelet van de romp en ledematen, van H. habilis zijn slecht bekend. Het is omstreden of ze erg op die van de australopithecussoorten lijken of al een overgang lieten zien naar de meer ranke bouw van Homo ergaster. De hand en pols lijken basaal gebouwd; de voet is meer afgeleid. Het opperarmbeen van OH 62 is opvallend robuust; de verhouding met diens dijbeen is, zoals al in 1987 werd beklemtoond, gelijk aan die bij de chimpansee. In 2005 echter stelde een studie dat het onjuist zou zijn te denken dat er zich een soort terugkeren naar de proporties van basale mensapen zou hebben voortgedaan. Dat beeld zou veroorzaakt zijn door foute schattingen en in feite zou H. habilis juist een zekere rekking van de onderste ledematen laten zien, als begin van een trend die door Homo ergaster zou worden voortgezet. Het lange scheenbeen bij OH 35 lijkt dit te bevestigen.

### Skelet

#### Schedel
Het bovenkaaksbeen is matig prognaat, naar voren stekend. De clivus nasoalveolaris is kort en plat, maar weinig uitstekend ten opzichte van de lijn tussen de bovenste hoektanden. De ingang naar de neusholte toont een kleine spina nasalis anterior, een uitsteeksel op de middenlijn. Een horizontaal centraal beenplatform scheidt dit uitsteeksel van de achterrand van de tandkassen van de voortanden en de voorste aanhechting van het ploegschaarbeen. De onderrand van de neusopening vormt een overgang in profiel tussen de clivus en de bodem van de neusholte. De zijrand van de neusopening is scherp en naar buiten gedraaid. Er bevinden zich op het bovenkaaksbeen tussen de neusopening en de jukbeenboog geen duidelijke verticale beenstijlen of groeven. De basis van de jukbeenboon ligt laag en achterwaarts, boven de eerste kies. Het jukbeen heeft een slanke tak naar het voorhoofdsbeen met een zwak uitsteeksel op de slaap achter de voorrand van de tak. De voorste zone van het uitsteeksel, van de zone van de oogkas gescheiden door diens scherpe zijrand, is duidelijk zijwaarts gericht.
De voortanden van H. habilis lijken iets vergroot ten opzichte van die van Australopithecus. De kiezen van H. habilis, vooral de derde en vierde premolaar en de eerste kies, zijn, vergeleken met die van australopitheken, smaller van de tongzijde naar de lipzijde gemeten. De typische "australopithekenbult" ontbreekt dus. Ze zijn niet "bunodont". Tegelijkertijd zijn ze mesiodistaal, dus in de richting van de tandrij gemeten, wat breder. Ze vallen in deze opzichten volledig buiten de bekende variatie van Australopithecus africanus. Volgens Wood zijn de kiezen van H. habilis in kauwoppervlak even groot als die van Australopithecus; volgens Henry McHenry echter zijn ze al wat kleiner. De kauwvlakken hellen bij H. habilis sterker. Het oppervlak van het tandglazuur heeft geen bijzondere structuur van kleine groeven, zoals H. erectus vaak wel bezit. Bij OH 62 hebben de derde en vierde bovenste premolaren slanke dubbele wortels aan de lipzijde. De bovenste hoektanden tonen geen asymmetrie op het spits bekeken. De onderste hoektand heeft een enkelvoudige verticale groeve op de hoek tussen lipzijde en de derde premolaar, zonder V-structuur, een afgeleid kenmerk.

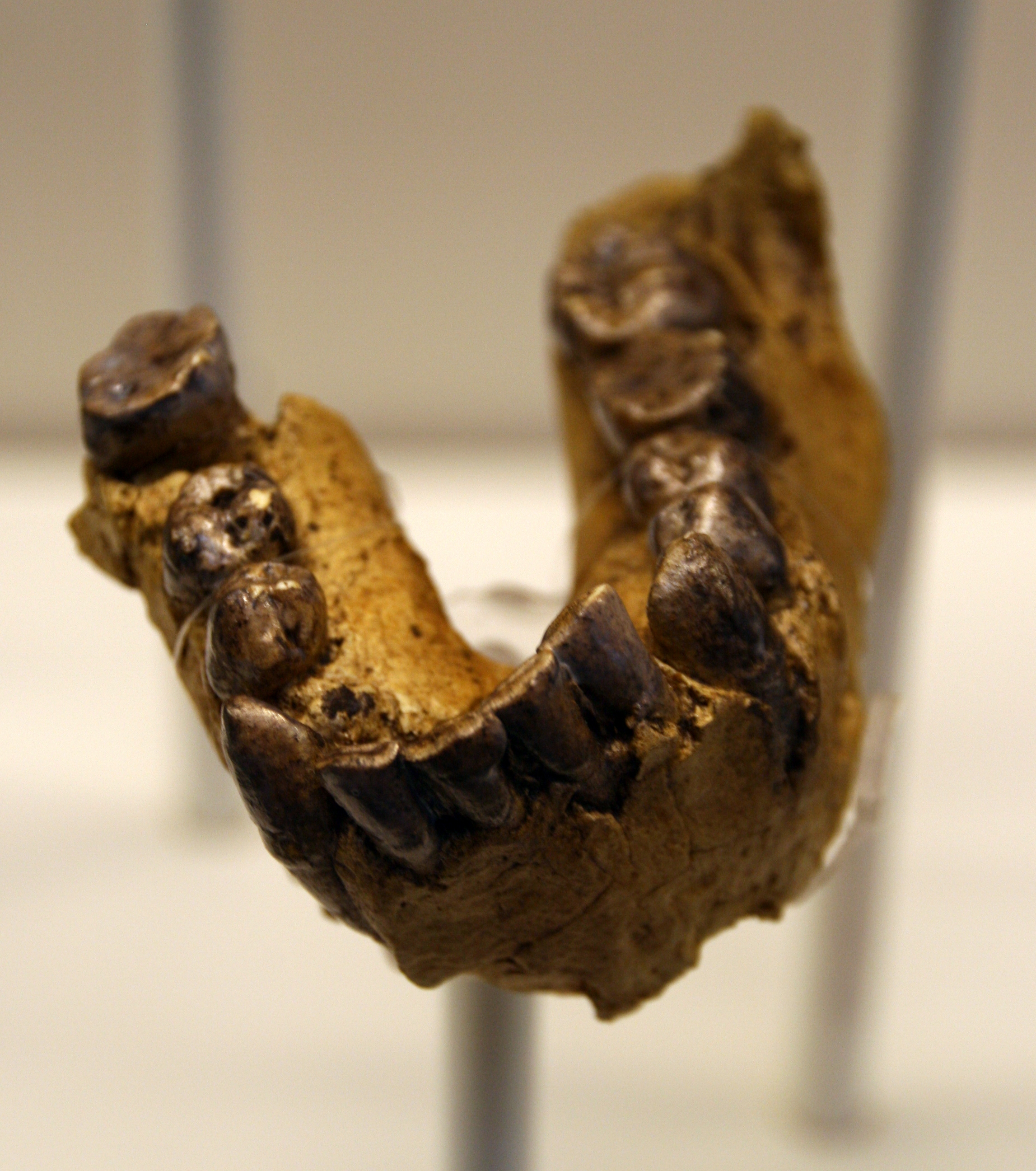
Onderkaken van OH 7

Het verhemelte is breder dan typisch is voor Australopithecus. Achteraan is het matig hoog. De spleet van de fossa incisiva is groot. Daarvoor buigt het verhemelte naar beneden.

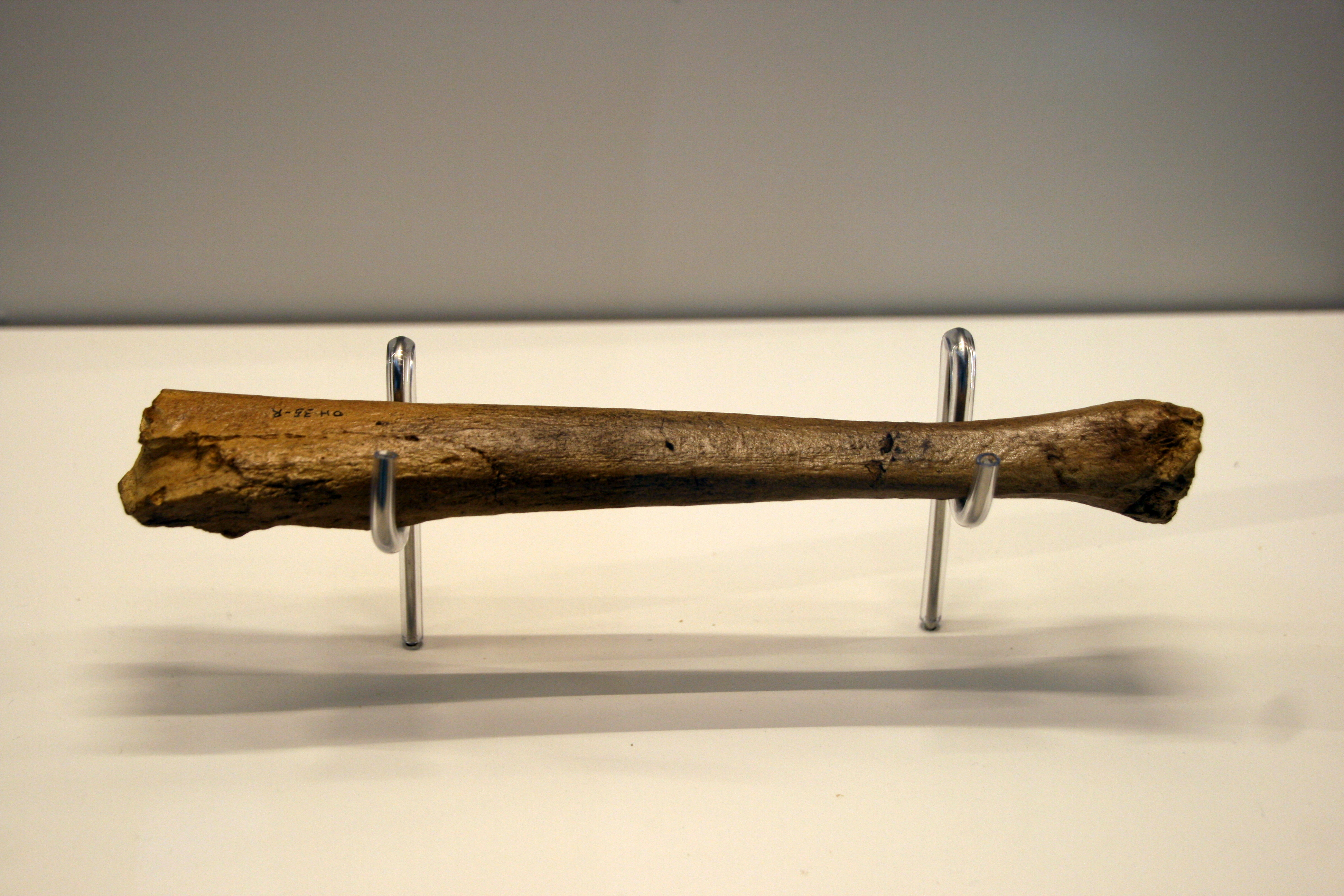
Het scheenbeen van OH 35

De onderkaken van OH 7 zijn tijdens de fossilisering vervormd geraakt en daarom moeilijk te interpreteren. Een reconstructie door Fred Spoor e.a. uit 2015 concludeerde dat ze een basale vorm hadden met lange rechte evenwijdige tandrijen in plaats van het parabolische profiel bij modernere mensen. De specimina KNM-ER 1802 en OH 13 hebben ook zo'n vorm en die zou duidelijk te onderscheiden zijn van de specimina KNM-ER 1482 en KNM-ER 60000 die vaak aan H. rudolfensis  worden toegewezen. De vorm van de onderkaken zou volgens de studie bevestigd worden door de curve van de bovenkaken. Bij OH 62 is de nek van de gewrichtsknobbel van de onderkaak slank en de condyle zelf klein, anders dan de robuuste bouw bij Australopithecus.

#### Postcrania
OH 62 werd in 1987 vooral vergeleken met Lucy, het befaamde A. afarensis-exemplaar AL 288-1. Het opperarmbeen is in absolute zin iets langer dan bij Lucy maar onderaan wat dunner. Het spaakbeen is matig van binnen naar buiten gebogen. Er bevindt zich een zwakke lengtekam aan de zijde met de ellepijp. De tuberositas radii, de verheffing waar onder de nek de musculus biceps brachii aanhecht, is groter, ronder en minder in twee vlakken verdeeld dan bij Lucy. Het spaakbeen is robuuster met een grotere omtrek van de schacht. De ellepijp komt in grootte en proporties sterk met dat van AL 288-1 overeen.
Het bekken van H. habilis is slecht bekend. Het lijkt proportioneel smaller te zijn geweest te zijn dan bij de meeste australopithecussoorten. Daarmee vergeleken is de zone rond het heupgewricht van zwaardere ondersteunende richels voorzien en van sterkere beennaden. Het zitbeen is korter. Bij OH 62 toont de achterzijde van de nek van het dijbeen een duidelijke groeve voor de musculus obturator externus. De nek maakt een hoek van 123° met de schacht. De nek lijkt relatief lang te zijn geweest, van voor naar achteren afgeplat. De schacht heeft bovenaan een rondere doorsnede dan bij Lucy. Het dijbeen lijkt in absolute zin kleiner te zijn geweest en minder robuust. Op het scheenbeen is de tuberositas tibiae groot met een diepe uitholling aan de buitenzijde, net als bij AL 288-1. Boven de verheffing markeert een dwarsgroeve de grens met het kapsel. Anders dan bij Lucy ontbreekt een put voor de musculus tibialis anterior.

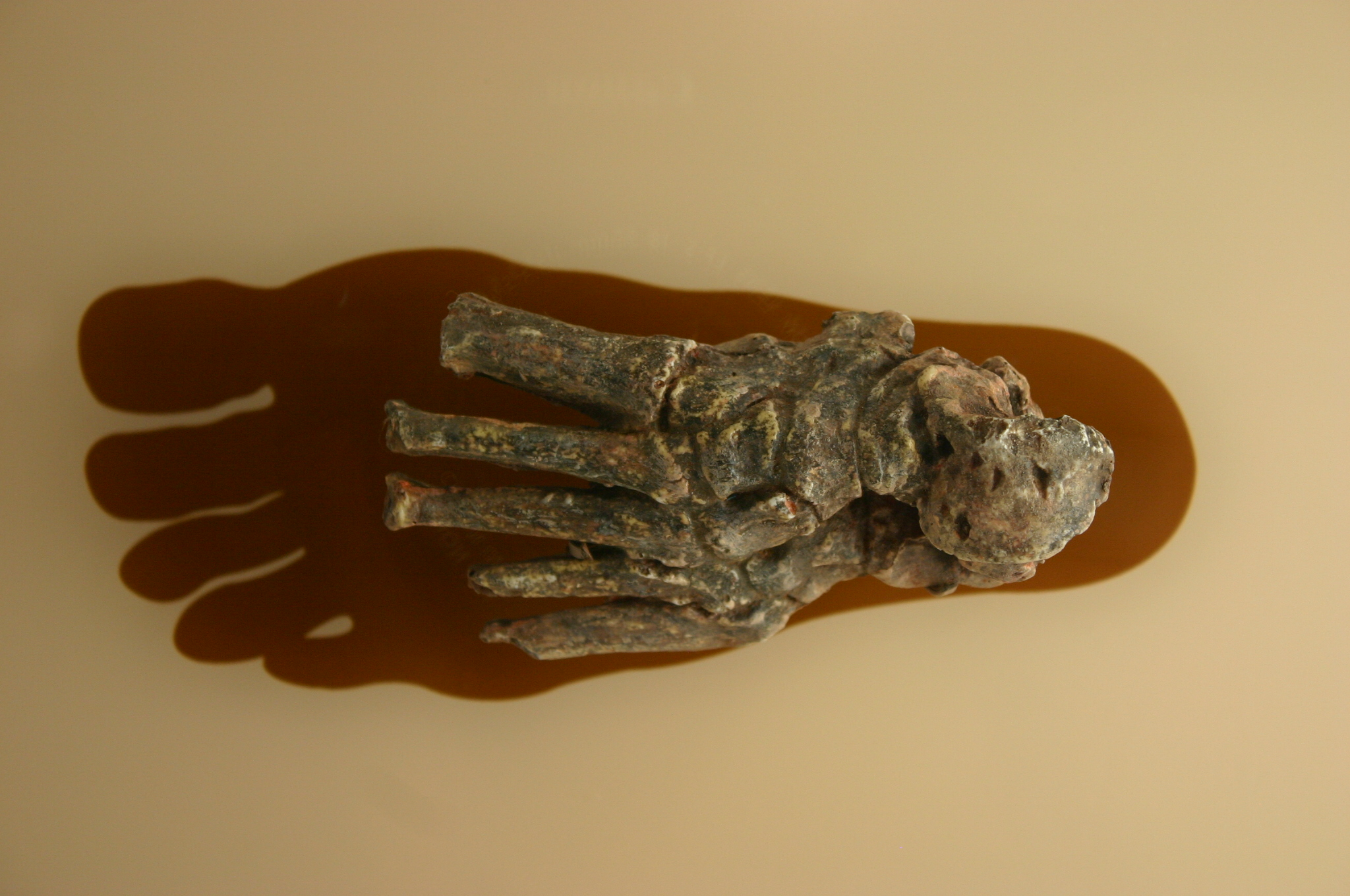
OH 8

De voet OH 8 werd in eerste instantie, in 1964, als sterk gelijkend op die van Homo sapiens beschreven. In 1968 beklemtoonde men dat in de enkel de buitenzijde van de malleolus het driehoekige hockey stick-achtige profiel had van de moderne mens maar dat de binnenzijde nog voor het enkelgewricht uit naar de nek van het sprongbeen reikt, een toestand die uniek is. Het gewricht laat weinig zijdelingse beweging toe. In 1996 concludeerde een morfometrische studie dat de gewrichten tussen sprongbeen en voetwortelbeentjes soms sterk op die van de moderne mens lijken maar in andere opzichten dichter bij die van moderne basale mensapen staan. De eerste teen zou tamelijk sterk afgestaan kunnen hebben. Vergelijkingen worden bemoeilijkt door het feit dat OH 8 een van de meest complete voeten is die van vroege mensachtigen bekend zijn.

## Fylogenie
Begin jaren zestig dacht Tobias dat H. habilis zich wellicht gelijktijdig in Afrika en Azië had ontwikkeld. Hij ontmoette Ralph von Koenigswald en stelde met deze de hypothese op dat ook in Azië australopitheken voorkwamen en dat die zich tot de "ontwikkelingsgraad" van H. habilis zouden hebben geëvolueerd waarvan dan de Javaanse Meganthropus het bewijs zou zijn. Later verloor deze veronderstelling aan populariteit toen bleek dat Ramapithecus geen voorloper van de mens maar een verwant van de orang-oetan was.
De studie uit 2015 door Spoor concludeerde dat H. habilis zich al zeer vroeg moet hebben afgesplitst. Specimen A.L. 666-1 heeft namelijk een afgeleid parabolisch tandrijprofiel maar is 2,3 miljoen jaar oud, een half miljoen jaar ouder dan OH 7. De vroege afsplitsing zou bevestigd worden door specimen LD 350-1 uit Ethiopië, 2,8 miljoen jaar oud en met een nog basalere onderkaak.
De afsplitsing van Homo habilis stelt de antropologie voor verschillende problemen. Om te beginnen is het de vraag waarvan H. habilis zich eigenlijk heeft afgeplitst, dus waar de oorsprong van Homo lag binnen de soorten die traditioneel bij Australopithecus worden ingedeeld. Toen H. habilis werd benoemd, was de consensus dat H. erectus van Australopithecus africanus afstamde. Voor de weinige onderzoekers die in de periode vlak na 1964 de geldigheid van H. habilis erkenden, lag het voor de hand hem binnen deze opvolging de plaats van H. erectus te laten innemen. Nog voordat H. habilis algemeen aanvaard werd, dook er echter een tweede belangrijke hypothese over de menselijke afstamming op door de ontdekking van Australopithecus afarensis. Volgens Tim White en Don Johanson was A. africanus de voorouder van de robuuste australopitheken en zou er een evenwijdige afstammingslijn zijn van A. afarensis naar Homo. In het midden van de jaren tachtig werd voor Homo de soort Homo habilis ingevuld. Het beeld werd verder gecompliceerd toen meer australopithecussoorten gevonden werden. In 1995 werd Australopithecus bahrelghazali benoemd en meteen naar voren geschoven als directe voorouder van Homo. In 1999 werd Australopithecus garhi benoemd en gezien als de ontbrekende schakel tussen A. afarensis en de vroege Homo, die met recht als Homo garhi zou kunnen worden aangeduid. Vooral Zuid-Afrikaanse onderzoekers bleven intussen menen dat A. africanus de voorouder van H. habilis was, misschien via de in 2011 benoemde Australopithecus sediba.
Een tweede probleem is dat indien strikte fylogenetische criteria zouden worden toegepast de takken voor en na het afsplitsingspunt tot verschillende soorten behoren. A. sediba en minstens ten dele A. africanus zijn echter jonger dan de vroegste bekende Homo-fossielen. De tak voor hun laatste gemeenschappelijke voorouder met H. habilis zou dus uiteindelijk als een aparte soort moeten worden benoemd, waarbij voorlopig het vermoedelijk nog niet gevonden zijn van diens fossielen een obstakel vormt — en de zaak irrelevant wordt als deze soorten niet nauw aan H. habilis verwant zijn.
Eenzelfde probleem doet zich voor als H. habilis en H. rudolfensis aparte zustersoorten zouden zijn. Spoor wees erop dat dan de tak voor hun laatste gemeenschappelijke voorouder een nog onbenoemde Homo-soort zou zijn, de kennelijke bron van de ontdekte fossielen die ouder zijn dan 2,3 miljoen jaar.

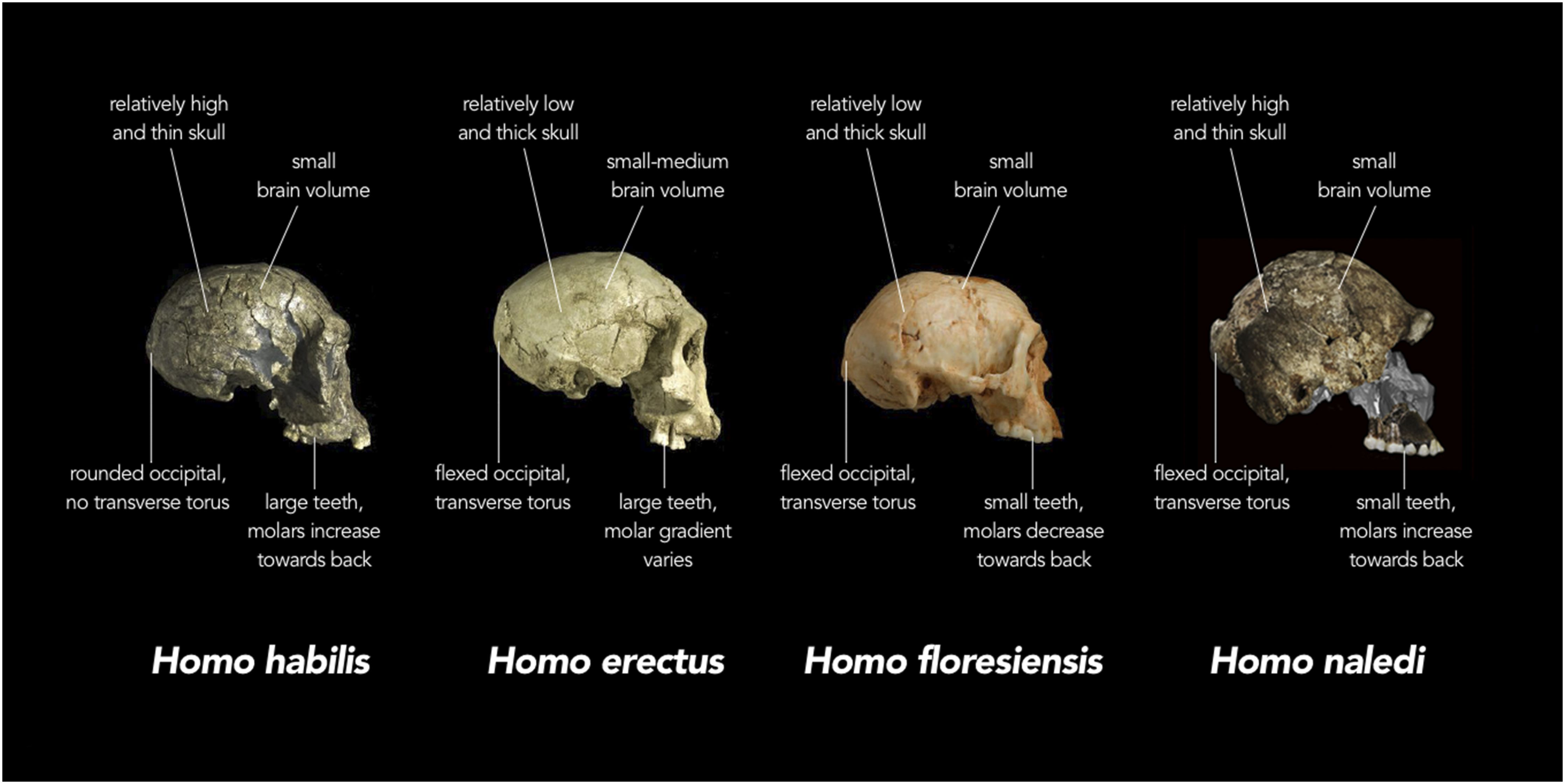
De verwantschap met andere Homo-soorten is problematisch

Ook in relatie met H. erectus doet deze problematiek zich voor, zoals Wood beklemtoonde. H. erectus kan niet van Homo habilis afstammen in een proces van zuivere anagenese, dus dat de hele populatie gelijktijdig van vorm veranderde. De klassieke H. habilis-fossielen uit de Olduvai leefden immers in een periode dat H. erectus, of althans Homo ergaster, reeds bestond. Ook de tak voor hún laatste gemeenschappelijke voorouder zou een aparte naam moeten krijgen.

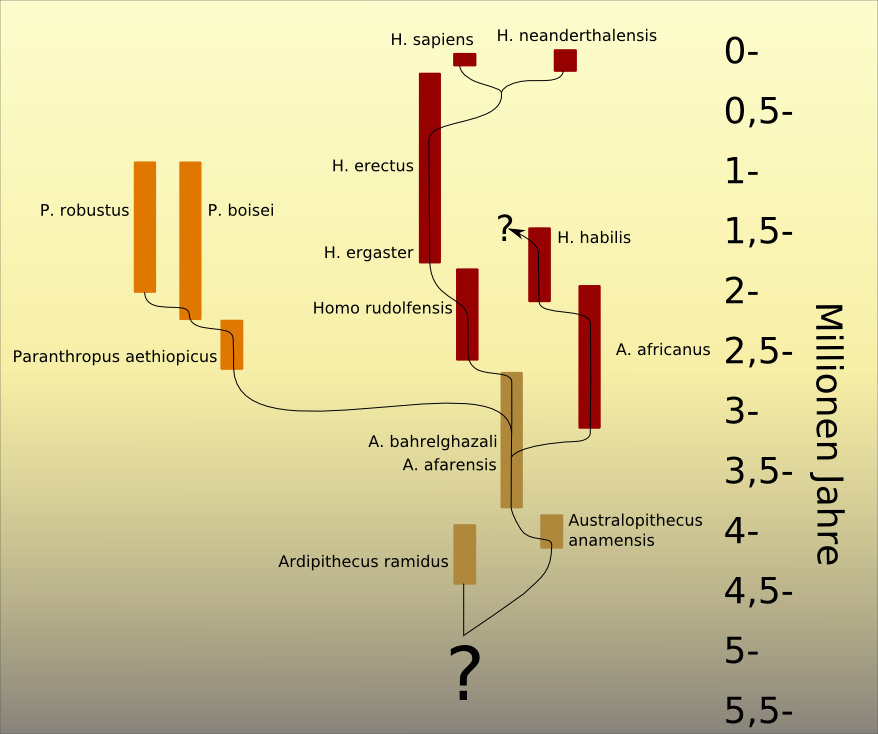
Een stamboom waarin H. habilis afstamt van A. africanus en H. rudolfensis de voorouder is van de moderne mens

Al deze problematiek wordt nog complexer indien H. habilis en H. rudolfensis geen zustersoorten zijn. Ze zouden zich dan onafhankelijk uit australopithecussoorten hebben kunnen ontwikkeld en ieder van beide zou in beginsel de voorouder van de moderne mens zijn geweest terwijl de ander een slechts in de verte verwante doodlopende zijtak was. Er is sinds het midden van de twintigste eeuw een methode ontwikkeld om de waarschijnlijkheid van zulke theoretische mogelijkheden te bepalen: de kladistiek. In de moderne vorm daarvan berekenen computers de evolutionaire stamboom die het geringste aantal evolutionaire stappen vereist en dus het waarschijnlijkst is. Kladistische studies kunnen fundamenteel verschillende stambomen opleveren, afhankelijk van het bestudeerde fossiel materiaal en het aantal en de inhoud van de onderscheiden kenmerken. In sommige analyses bleken H. habilis en H rudolfensis zustersoorten maar in andere niet.
Het volgende kladogram toont beiden als zustersoorten in de basis van Homo:
|  | Homo habilis     |
|  |                  |
|  | Homo rudolfensis |
|  |                  |

|  | \| \| Homo heidelbergensis \| \| \| \| \| \| Homo neanderthalensis \| \| \| \| |
|  |                                                                                |
|  | Homo sapiens                                                                   |
|  |                                                                                |
|  | Homo heidelbergensis                                                           |
|  |                                                                                |
|  | Homo neanderthalensis                                                          |
|  |                                                                                |

|  | Homo heidelbergensis  |
|  |                       |
|  | Homo neanderthalensis |
|  |                       |

|  | \| \| Homo heidelbergensis \| \| \| \| \| \| Homo neanderthalensis \| \| \| \| |
|  |                                                                                |
|  | Homo sapiens                                                                   |
|  |                                                                                |
|  | Homo heidelbergensis                                                           |
|  |                                                                                |
|  | Homo neanderthalensis                                                          |
|  |                                                                                |

|  | Homo heidelbergensis  |
|  |                       |
|  | Homo neanderthalensis |
|  |                       |

|  | \| \| Homo heidelbergensis \| \| \| \| \| \| Homo neanderthalensis \| \| \| \| |
|  |                                                                                |
|  | Homo sapiens                                                                   |
|  |                                                                                |
|  | Homo heidelbergensis                                                           |
|  |                                                                                |
|  | Homo neanderthalensis                                                          |
|  |                                                                                |

|  | Homo heidelbergensis  |
|  |                       |
|  | Homo neanderthalensis |
|  |                       |

|  | \| \| Homo heidelbergensis \| \| \| \| \| \| Homo neanderthalensis \| \| \| \| |
|  |                                                                                |
|  | Homo sapiens                                                                   |
|  |                                                                                |
|  | Homo heidelbergensis                                                           |
|  |                                                                                |
|  | Homo neanderthalensis                                                          |
|  |                                                                                |

|  | Homo heidelbergensis  |
|  |                       |
|  | Homo neanderthalensis |
|  |                       |

|  | \| \| Homo heidelbergensis \| \| \| \| \| \| Homo neanderthalensis \| \| \| \| |
|  |                                                                                |
|  | Homo sapiens                                                                   |
|  |                                                                                |
|  | Homo heidelbergensis                                                           |
|  |                                                                                |
|  | Homo neanderthalensis                                                          |
|  |                                                                                |

|  | Homo heidelbergensis  |
|  |                       |
|  | Homo neanderthalensis |
|  |                       |

|  | \| \| Homo heidelbergensis \| \| \| \| \| \| Homo neanderthalensis \| \| \| \| |
|  |                                                                                |
|  | Homo sapiens                                                                   |
|  |                                                                                |
|  | Homo heidelbergensis                                                           |
|  |                                                                                |
|  | Homo neanderthalensis                                                          |
|  |                                                                                |

|  | Homo heidelbergensis  |
|  |                       |
|  | Homo neanderthalensis |
|  |                       |

|  | \| \| Homo heidelbergensis \| \| \| \| \| \| Homo neanderthalensis \| \| \| \| |
|  |                                                                                |
|  | Homo sapiens                                                                   |
|  |                                                                                |
|  | Homo heidelbergensis                                                           |
|  |                                                                                |
|  | Homo neanderthalensis                                                          |
|  |                                                                                |

|  | Homo heidelbergensis  |
|  |                       |
|  | Homo neanderthalensis |
|  |                       |

|  | \| \| Homo heidelbergensis \| \| \| \| \| \| Homo neanderthalensis \| \| \| \| |
|  |                                                                                |
|  | Homo sapiens                                                                   |
|  |                                                                                |
|  | Homo heidelbergensis                                                           |
|  |                                                                                |
|  | Homo neanderthalensis                                                          |
|  |                                                                                |

|  | Homo heidelbergensis  |
|  |                       |
|  | Homo neanderthalensis |
|  |                       |

|  | Homo habilis     |
|  |                  |
|  | Homo rudolfensis |
|  |                  |

|  | \| \| Homo heidelbergensis \| \| \| \| \| \| Homo neanderthalensis \| \| \| \| |
|  |                                                                                |
|  | Homo sapiens                                                                   |
|  |                                                                                |
|  | Homo heidelbergensis                                                           |
|  |                                                                                |
|  | Homo neanderthalensis                                                          |
|  |                                                                                |

|  | Homo heidelbergensis  |
|  |                       |
|  | Homo neanderthalensis |
|  |                       |

|  | \| \| Homo heidelbergensis \| \| \| \| \| \| Homo neanderthalensis \| \| \| \| |
|  |                                                                                |
|  | Homo sapiens                                                                   |
|  |                                                                                |
|  | Homo heidelbergensis                                                           |
|  |                                                                                |
|  | Homo neanderthalensis                                                          |
|  |                                                                                |

|  | Homo heidelbergensis  |
|  |                       |
|  | Homo neanderthalensis |
|  |                       |

|  | \| \| Homo heidelbergensis \| \| \| \| \| \| Homo neanderthalensis \| \| \| \| |
|  |                                                                                |
|  | Homo sapiens                                                                   |
|  |                                                                                |
|  | Homo heidelbergensis                                                           |
|  |                                                                                |
|  | Homo neanderthalensis                                                          |
|  |                                                                                |

|  | Homo heidelbergensis  |
|  |                       |
|  | Homo neanderthalensis |
|  |                       |

|  | \| \| Homo heidelbergensis \| \| \| \| \| \| Homo neanderthalensis \| \| \| \| |
|  |                                                                                |
|  | Homo sapiens                                                                   |
|  |                                                                                |
|  | Homo heidelbergensis                                                           |
|  |                                                                                |
|  | Homo neanderthalensis                                                          |
|  |                                                                                |

|  | Homo heidelbergensis  |
|  |                       |
|  | Homo neanderthalensis |
|  |                       |

|  | \| \| Homo heidelbergensis \| \| \| \| \| \| Homo neanderthalensis \| \| \| \| |
|  |                                                                                |
|  | Homo sapiens                                                                   |
|  |                                                                                |
|  | Homo heidelbergensis                                                           |
|  |                                                                                |
|  | Homo neanderthalensis                                                          |
|  |                                                                                |

|  | Homo heidelbergensis  |
|  |                       |
|  | Homo neanderthalensis |
|  |                       |

|  | \| \| Homo heidelbergensis \| \| \| \| \| \| Homo neanderthalensis \| \| \| \| |
|  |                                                                                |
|  | Homo sapiens                                                                   |
|  |                                                                                |
|  | Homo heidelbergensis                                                           |
|  |                                                                                |
|  | Homo neanderthalensis                                                          |
|  |                                                                                |

|  | Homo heidelbergensis  |
|  |                       |
|  | Homo neanderthalensis |
|  |                       |

|  | \| \| Homo heidelbergensis \| \| \| \| \| \| Homo neanderthalensis \| \| \| \| |
|  |                                                                                |
|  | Homo sapiens                                                                   |
|  |                                                                                |
|  | Homo heidelbergensis                                                           |
|  |                                                                                |
|  | Homo neanderthalensis                                                          |
|  |                                                                                |

|  | Homo heidelbergensis  |
|  |                       |
|  | Homo neanderthalensis |
|  |                       |

|  | \| \| Homo heidelbergensis \| \| \| \| \| \| Homo neanderthalensis \| \| \| \| |
|  |                                                                                |
|  | Homo sapiens                                                                   |
|  |                                                                                |
|  | Homo heidelbergensis                                                           |
|  |                                                                                |
|  | Homo neanderthalensis                                                          |
|  |                                                                                |

|  | Homo heidelbergensis  |
|  |                       |
|  | Homo neanderthalensis |
|  |                       |

In de eenentwintigste eeuw herleefde de hypothese dat H. habilis een Aziatische connectie had. De in 2003 ontdekte Homo floresiensis kon een dwergvorming van H. erectus geweest zijn, alleen op het eiland Flores voorkomend, maar exacte fylogenetische analyses wezen daar niet op. Ze toonden een basale positie als verwant van H. habilis of nog basalere vormen. Dat kan alleen plausibel verklaard worden door aan te nemen dat H. habilis of australopitheken apart Azië gekoloniseerd hebben. Waren het de australopitheken dan is het mogelijk dat H. habilis zich in Azië heeft ontwikkeld en van daaruit Afrika binnendrong. Volgens Wood zou in beide gevallen H. erectus zich in Azië uit H. habilis ontwikkeld kunnen hebben. Daarop wijst het gegeven dat het meest basale type van de H. erectus-groep, Homo georgicus, in Azië is ontdekt.

## Werktuigen

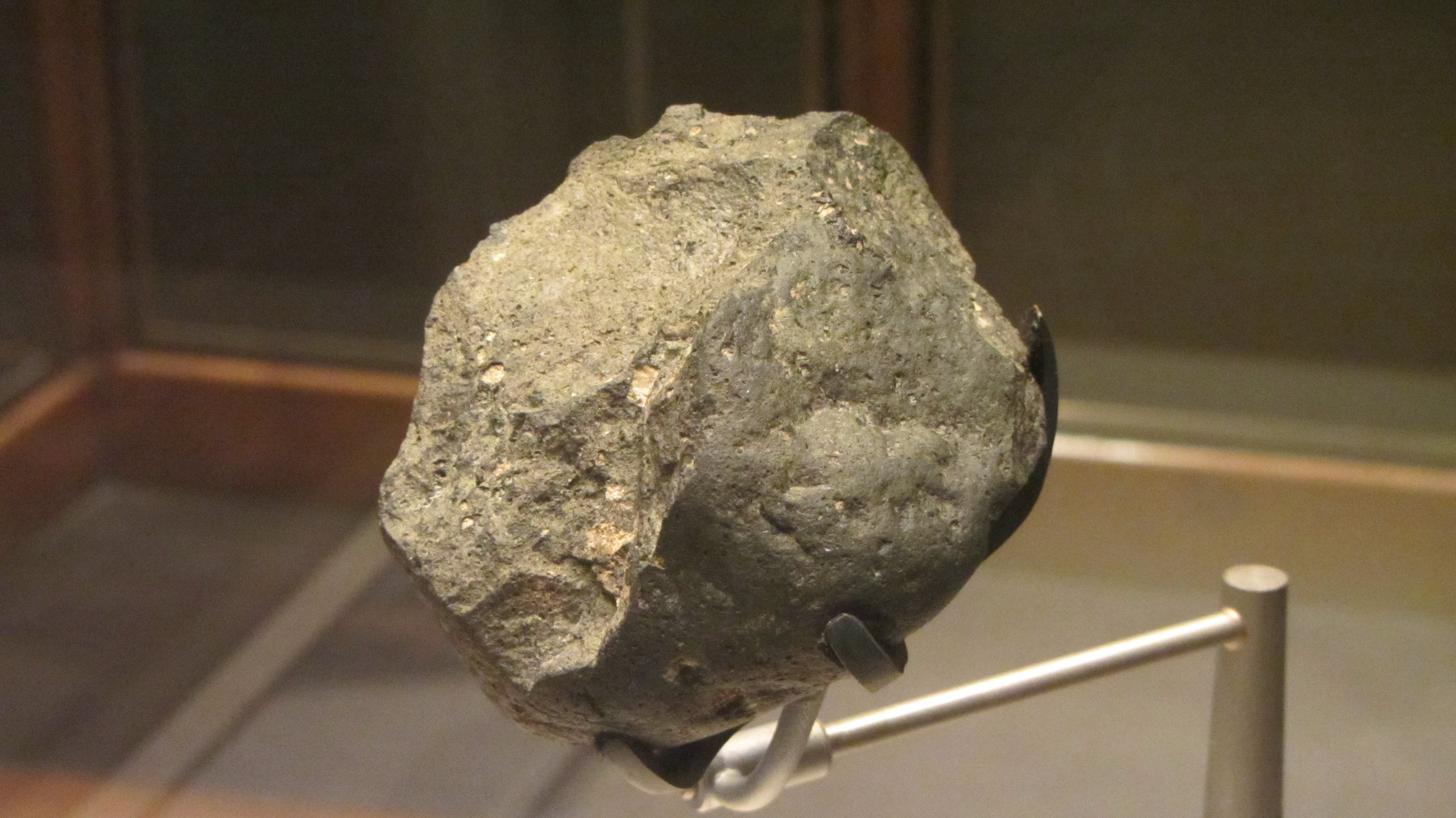
Een Oldowan chopping tool die ook echt uit de Olduvaikloof komt

Stenen werktuigen zijn al in de jaren zestig aan Homo habilis toegeschreven. Die werd daarmee gepresenteerd als de eerste mensensoort die werktuigen maakte, waarnaar ook de soortaanduiding verwees. Choppers en chopping tools waren al sinds 1931 uit de Olduvaikloof in Tanzania bekend en later werden zij ook in Kenia aangetroffen. Het betreft werktuigen gemaakt van vulkanische tufsteen en kwartsiet. Mary Leakey onderscheidde een aantal typen die bepaalde functies zouden hebben gehad. De te bewerken steen, de chopper, werd op een tweede steen geplaatst die als aambeeld diende. Met een derde steen, de klopper of klopsteen, werden lange schilfers afgeslagen. Daardoor kreeg de hoofdsteen snijranden. De afslagen konden daarnaast als scherpe snijwerktuigen worden gebruikt en latere onderzoekers kwamen tot de conclusie dat deze wel eens het hoofddoel van de hele bewerking konden zijn geweest. In hogere lagen duiken choppers op die van een tweede snijrand schijnen te zijn voorzien, die chopping tools worden genoemd.
Jon Leaky maakte een speciale studie van de hand van H. habilis. Daarbij maakte hij een onderscheid tussen een power grip, het krachtig vastpakken van een object tussen de vingers en de handpalm, en een precision grip, een precisiegreep tussen een opponeerbare duim en de top van de wijsvinger. Basale mensapen kunnen een voorwerp slechts met beperkte precisie vastgrijpen tussen hun vrij korte duim en de zijkant van de wijsvinger. H. habilis zou de eerste soort zijn geweest die tot een echte precision grip in staat was en zo werktuigen kon vervaardigen. Die conclusie zou zeer omstreden worden.

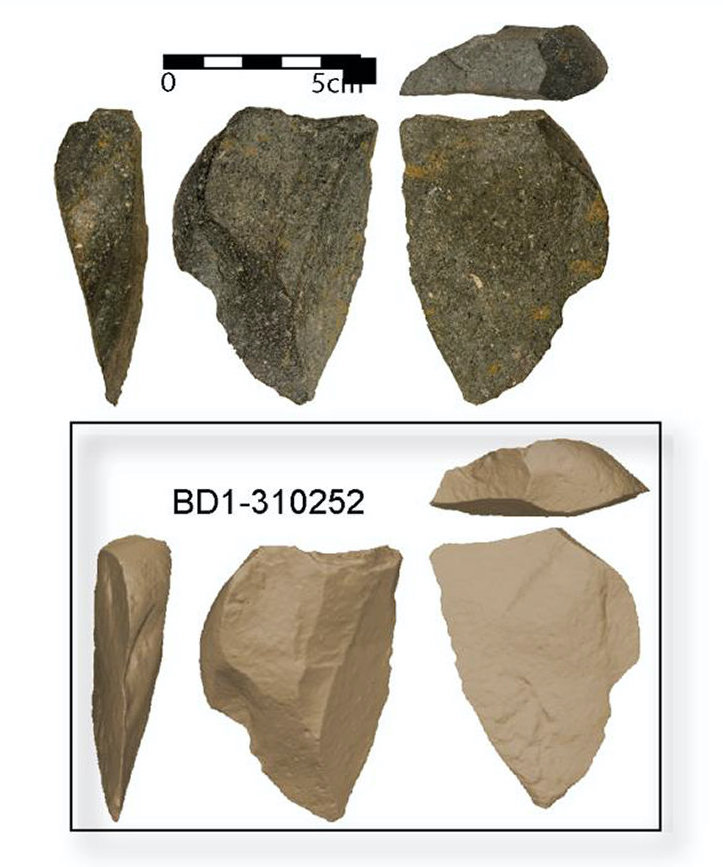
Voorbeelden van de oudste bekende werktuigen

De oudste eenduidige bewijzen voor menselijk werktuiggebruik bestaan in de eenentwintigste eeuw uit snijsporen op botten in Ethiopië gevonden die 2,58 miljoen jaar oud zijn. Mogelijk nog oudere snijsporen zijn zelfs 3,39 miljoen jaar oud. Die hoge ouderdom laat al zien dat het maar de vraag is of ze door het geslacht Homo veroorzaakt zijn. Het besef is doorgedrongen dat moderne basale mensapen al werktuigen gebruiken en aanpassen. Wellicht doen nakomelingen van de laatste gemeenschappelijke voorouder van de mensapen, inclusief Homo sapiens, dat dus al zo'n acht miljoen jaar, zij het niet noodzakelijkerwijs voor vleesconsumptie. Werktuigen zijn echter niet doorlopend in de lagen te vinden tot ongeveer twee miljoen jaar geleden. Dan begint de fase van technologische ontwikkeling die de Oldowan genoemd wordt. Die is eerst met het verschijnen van H. habilis in verband gebracht maar later werd duidelijk dat indertijd ook Homo rudolfensis en Homo erectus voorkwamen, terwijl het niet uitgesloten is dat Paranthropus werktuigen gebruikte. Een studie uit 2018 concludeerde dat H. habilis in de Olduvai structureel werktuigen gebruikte om vlees van botten te snijden en merg te winnen, vooral van vrij kleine karkassen maar soms ook van de megafauna. Vaak liet men het merg kennelijk ook maar zitten en zijn de pijpbeenderen niet gespleten.
Het is de vraag op welk niveau van verstandelijke ontwikkeling de werktuigen duiden. Verschillende scholen in de evolutionaire psychologie zien bijna alle dieren als primitieve reflexmachines gedreven door instincten of geconditioneerd door onbewuste leerprocessen. Nog nauwelijks boven dit niveau uitstijgend, zou H. habilis de werktuigen instinctief kunnen hebben gemaakt of door geconditioneerde reflexen, zonder planning of inzicht zijn stenen kloppend om ze na gebruik in een korte vaste opeenvolging van handelingen gedachteloos achter te laten. Veldwaarnemingen en experimenten in de moderne cognitieve psychologie hebben dit beeld echter bijgesteld. De huidige basale mensapen zijn in staat spontaan werktuigen te maken, daarvoor materialen te selecteren en de artefacten aan te passen aan een bepaald doel. Ze leren door cultuuroverdracht en imitatie. Werktuigen worden soms hergebruikt. H. habilis zou plausibel nog wat vaardiger kunnen zijn geweest. Moderne geleerden konden slechts na veel proefnemingen en oefening zelf Oldowanwerktuigen vervaardigen. Dat de techniek miljoenen jaren op hetzelfde niveau bleef — ook H. erectus maakte meestal zulke werktuigen — kan verklaard worden door aan te nemen dat culturele ontwikkeling in de beginfase traag verloopt ongeacht het aangeboren cognitieve niveau.
Artefacten kunnen ook de hypothese van een vroege kolonisatie van Azië door Homo habilis ondersteunen. Stenen werktuigen zijn gevonden in Algerije (Ain Boucherit), in Pakistan (Riwat) en in China (Shanchen en Wushan) met een ouderdom tussen de 2,1 en 2 miljoen jaar. Het zijn eenvoudige werktuigen zoals H. habilis en H. rudolfensis die ook gebruikten, de Oldowancultuur. Vuistbijlen, een techniek waarvan men aanneemt dat H. erectus deze als eerste vervaardigde (Acheuléen), zijn op deze locaties tot op heden niet gevonden. De oudste bekende vuistbijl is gevonden in Kenia in de Riftvallei en dateert van 1,76 miljoen jaar geleden. De vuistbijlen uit Wadi Dabsa uit Zuidwest-Arabië zijn ook niet ouder. In elk geval tonen deze Oldowanwerktuigen aan dat er al eerder sprake was van een Out of Africa dan lange tijd werd aangenomen, wellicht honderdduizenden jaren eerder dan dan eerste aantoonbare aanwezigheid van Homo erectus in Europa en Azië. De invasies kunnen plaats hebben gevonden tijdens relatief korte perioden waarin het opnieuw warm en vochtig werd in grote delen van Afrika en het Midden-Oosten en de Sahara groen werd, de Sahara pump theory.

## Levenswijze

### Was de jacht belangrijk voorHomo habilis?

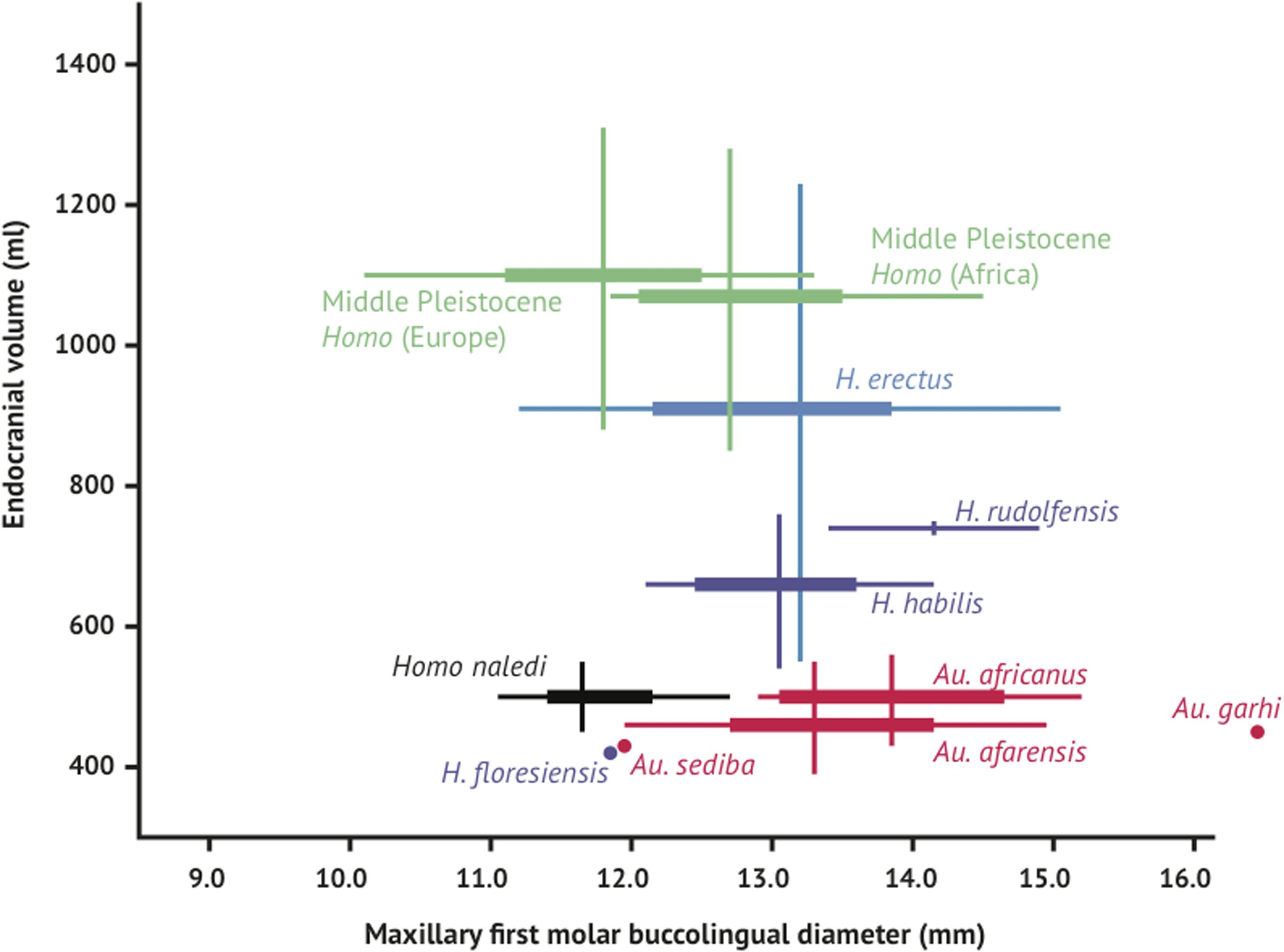
Het verband tussen hersengrootte en tandbreedte is complex

De levenswijze die aan Homo habilis is toegedicht, hangt weer samen met de gevonden werktuigen. In de jaren zestig was de gedachte populair dat de mens allereerst geëvolueerd was als een "jachtaap". De werktuigen zouden gebruikt zijn voor het slachten van grote prooien. Die zouden weer de hoogwaardige eiwitten opgeleverd hebben die nodig waren voor grotere hersenen. De extra denkkracht zou dan een verbeterd werktuiggebruik en jachtmethoden hebben opgeleverd om nog meer vlees te verwerven, resulterend in een vicieuze cirkel die de moderne mens voortbracht. Homo habilis met zijn plotse toeneming in hersenomvang, werd gezien als de eerste fase van dit proces en een breuk met een eerdere periode van stagnatie. Meer fundamenteel waren grote hersenen en werktuiggebruik in het midden van de twintigste eeuw beschouwd als beslissende doorbraken in een proces van "menswording", de mysterieuze overgang tussen de eigenlijk niet verenigbare categorieën van "mens" en "dier". Louis Leakey stond nog helemaal in deze traditie.
Dit model van de menselijke evolutie werd van de jaren zeventig af op verschillende manieren in twijfel getrokken. Om te beginnen werd het belang van de jacht voor de voedselvoorziening gerelativeerd. Het bleek dat zelfs bij moderne jager-verzamelaars vlees maar voor zo'n 30% de energiebehoefte dekt. Een klemtoon op de jacht leek ook het belang van de vrouw tekort te doen. Later werden modellen populair die stelden dat vooral het sociaal delen van voedsel de motor achter de intellectuele ontwikkeling was geweest, niet zozeer de competentie van het jagen op zich. Als er al vlees gegeten werd, zou dat als aas gestolen kunnen zijn van echte roofdieren die vaak hun buit proberen te verbergen. Ook zonder tot jacht over te gaan kan H. habilis zijn energiebudget vergroot hebben door langere tochten te maken samenhangend met een grotere lichaamsmassa. Variaties in het voedselaanbod kunnen opgevangen zijn door het delen van voedsel en het aanleggen van vetvoorraden.
Het is wel gesteld dat een reductie in het gebit, veroorzaakt door een verminderde behoefte om vezelrijk voedsel te kauwen vanwege een energierijker dieet, samenhing met de vergroting van het hersenvolume. Volgens de studie van Spoor uit 2015 echter, wordt dit weersproken door de combinatie van grote hersenen en basale kaakvorm bij OH 7. Daarbij was de reductie beperkt.

### Voortbeweging

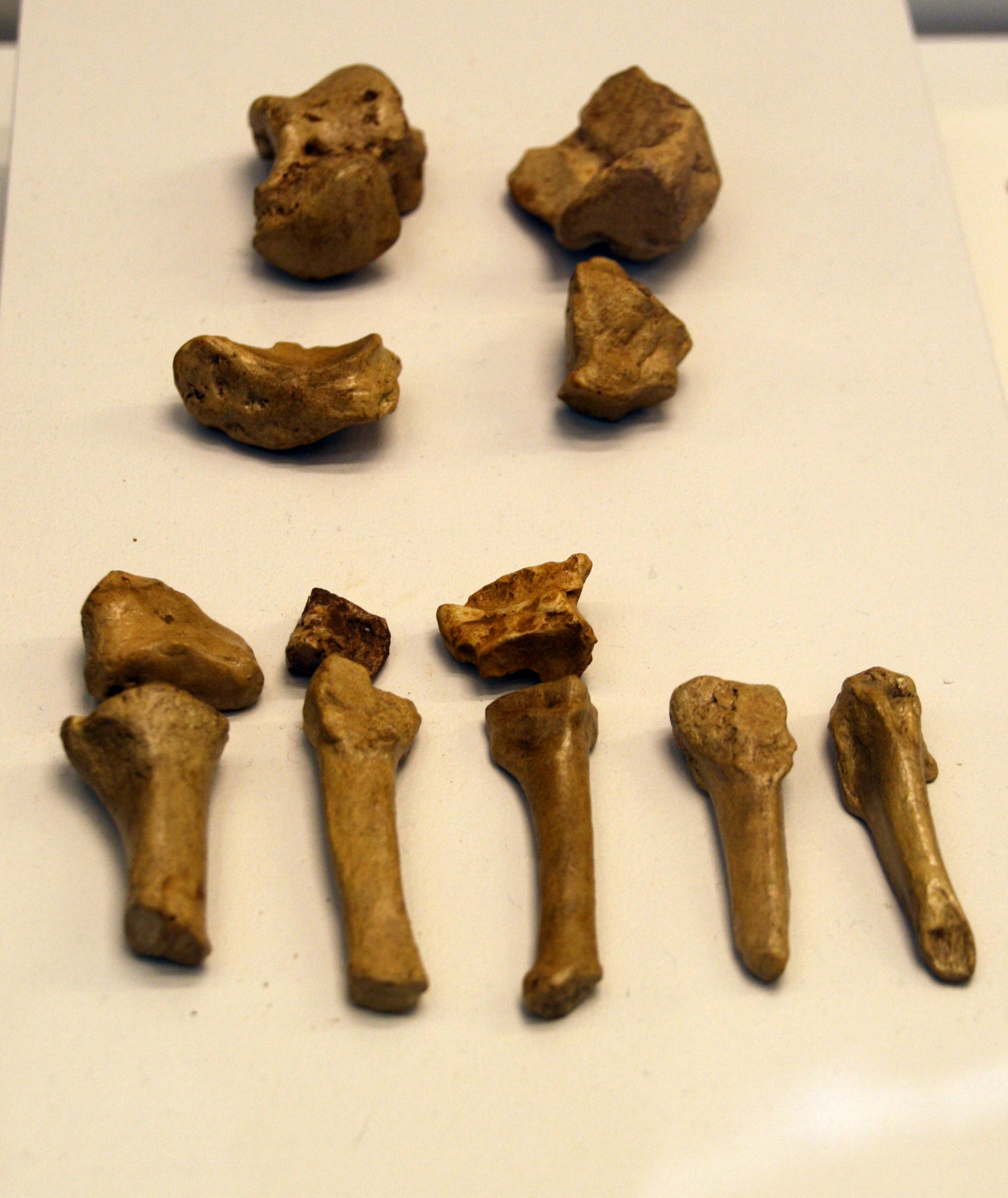
De voet OH 8 verschaft informatie over de voortbeweging van H. habilis

De lichamelijke kenmerken van specimen OH 62 leken na 1986 de twijfel over het belang van de jacht te bevestigen. Het kleine formaat wees niet op een jager van groot wild. Daarbij zouden de relatief korte benen niet geschikt zijn om prooien over een lange afstand te achtervolgen. Afgaande op verbeterde studies van de lichaamsproporties bij Australopithecus hadden de soorten daarvan geen kortere benen dan H. habilis. De lange en sterke armen daarentegen zouden kunnen wijzen op een goed vermogen tot klimmen, wat overbodig zou zijn als niet inderdaad een belangrijk deel van de tijd nog in de bomen werd doorgebracht. In 2009 werd dit bevestigd door een studie naar de relatieve sterkte van het opperarmbeen en het dijbeen. In 2019 concludeerde een studie dat ook het kuitbeen van OH 35 een sterkte had die dichter bij die van basale mensapen dan die van de moderne mens staat, wat gezien werd als een aanpassing voor het verticaal klimmen.

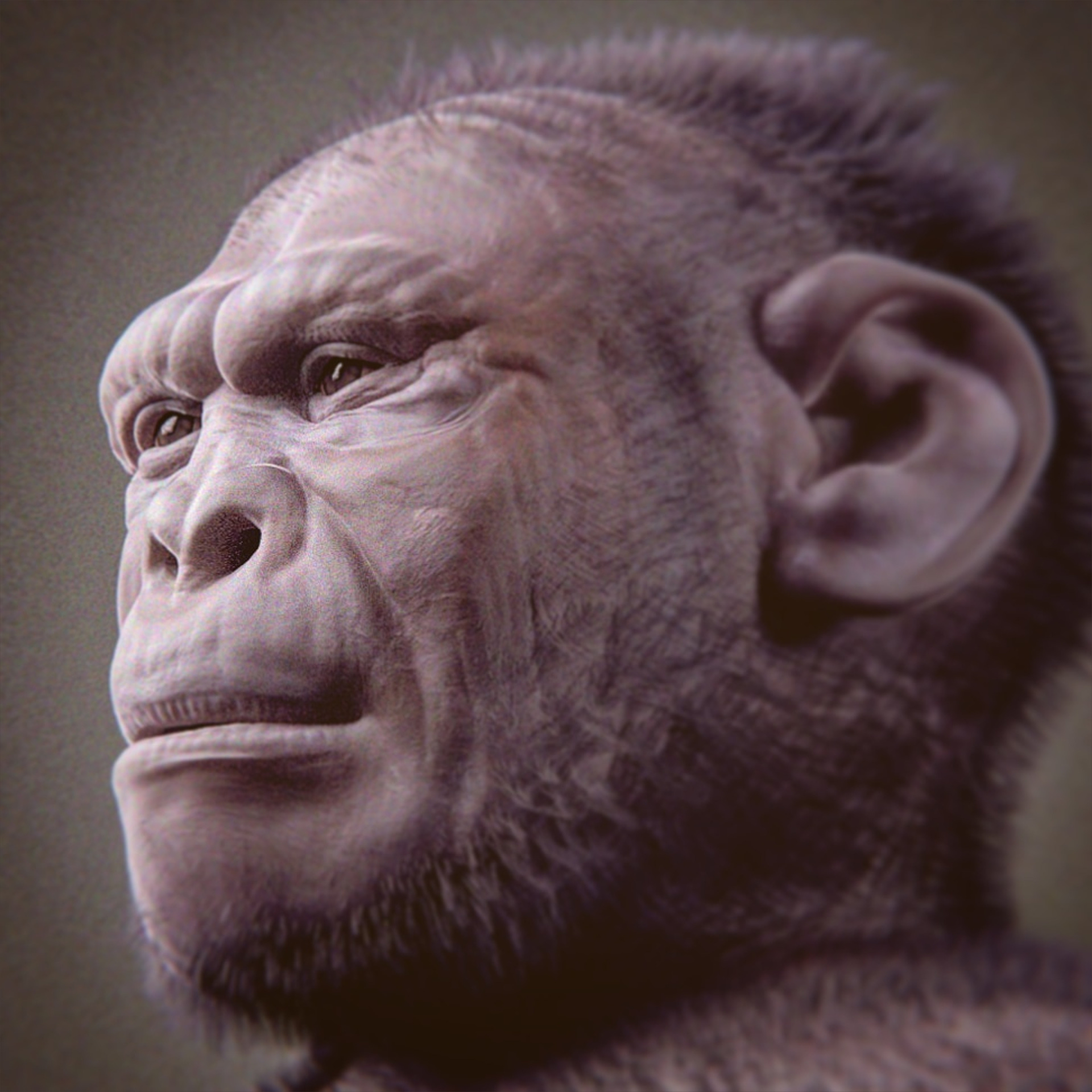
Het uiterlijk van H. habilis kan wat de spiermassa betreft goed gereconstrueerd worden maar kleur en haarbedekking zijn onzeker

De andere specimina bieden tegenstrijdige informatie op dit punt. De voet OH 8 lijkt in het algemeen sterk op die van Homo sapiens. Het stabiele enkelgewricht wijst op een goed vermogen te rennen. De mogelijk afstaande eerste teen echter zou gebruikt kunnen zijn om te klimmen. Dat alles heeft weer de vraag opgeroepen of OH 8 wel van H. habilis is met weer tegenstrijdige mogelijkheden: een behoren tot H. erectus zou de enkel verklaren, een afkomst van Paranthropus de basale kenmerken. De hand van OH 7 heeft een basale bouw van de pols en kromme vingerkootjes, aanpassingen om te klimmen. Daarentegen lijkt de duim volgens een studie ut 1979 inderdaad tot een precisiegreep in staat te zijn geweest. In algemene bouw stond H. habilis dichter bij de australopitheken dan bij H. erectus wat suggereert dat zijn gedrag nog op die van die oudere groep leek. Het kan ook zijn dat zijn uiterlijk nog erg basaal was, met een dikke vacht, en dat een meer naakte huid pas bij H. ergaster ontwikkeld werd. De erfelijk bepaalde pigmentatie van een naakte huid kan snel veranderd zijn onder invloed van klimaatwisselingen en de daarmee samenhangende dichtheid van de bebossing.

### Beschuttingen

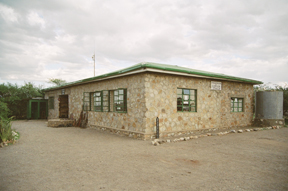
Het museum

Volgens Mary Leakey construeerde H. habilis al beschuttingen. Op vindplaats DK-1 in Bed I van de Olduvai trof ze in 1962 een kring stenen met een diameter van vier meter aan. De stenen waren gegroepeerd, soms opeengestapeld, in clusters die ze interpreteerde als de bases voor staken waartussen een soort houten of rieten windscherm bevestigd zou kunnen zijn geweest. Haar medewerker Helson Mukuri wees erop dat nomadenstamen in het gebied nog steeds zulke schuilplaatsen construeren. Buiten de cirkel lagen meer fossielen dan erbinnen, wat ze verklaarde door aan te nemen dat de mensachtigen de afgekloven botjes buiten de ring wierpen. Met financiële ondersteuning van de kledinghandelaar George Hanes werd de steenkring overdekt door een klein museum, om deze tegen de uitwerking van de elementen te beschermen.
Latere onderzoekers hebben het vermoeden uitgesproken dat het slechts ging om een toevallig cirkelvormig patroon van rotsen maar de steenkring wordt nog wel aangehaald als het oudste bewijs voor menselijke bouwkunst. Lewis Binford stelde in de jaren tachtig dat de hele interpretatie door Mary Laekey dubieus was. Ze publiceerde een diagram van de kring maar dat kwam niet overeen met de werkelijke positie van de stenen. Het verhulde ook dat het middengedeelte van de kring met puin gevuld was en dus geen open leefruimte. Zoals uit de dichtheid van afgeworpen krokodillentanden bleek, moet het fossielhoudende oppervlak buiten de ring in ongeveer 2400 jaar zijn afgezet. Het is niet aannemelijk dat de structuur zo lang in gebruik bleef en daarom achtte Binford de verdeling van de botjes geen steekhoudend argument. Mary Leakey gaf zelf al aan dat ze de rotsen aan het verplaatsen was op het moment van ontdekking en daarna weer teruggezet had. Volgens Binford kan ze daarbij onbewust geleid zijn door het vooroordeel dat het een cirkel betrof. Daarbij zijn zelfs al op het door het museum geconserveerde oppervlak kleinere kringen te zien met een doorsnede van twee voet. Binford spotte dat het dan kennelijk om de eerste poppenhuizen ging.

### Taal
Volgens Tobias toonde de asymmetrische vorm van de hersenen, met een hogere welving boven de vermoedelijke spraakcentra, dat Homo habilis als eerste mensachtige een gesproken taal kende. Volgens Alan Walker echter ontwikkelde het vermogen tot spreken zich op zijn vroegst bij de late Homo erectus. Een studie uit 2021 bevestigde dat de moderne organisatie van het brein pas later ontstond. In 2023 meldde een studie van KNM-ER-3732 dat de zone van Broca een basale vorm had. Rond 1980 was het nog gangbaar te denken dat de ontwikkeling van werktuiggebruik en taal nauw samenhingen. Taal zou een cognitieve sprong vooruit ingehouden hebben welk groter denkvermogen de aanpassing van objecten mogelijk zou hebben gemaakt. Door middel van taal zou er ook cultuuroverdracht kunnen hebben plaatsgevonden zodat kinderen konden leren hoe werktuigen te maken. Dat er steeds oudere werktuigen zijn gevonden terwijl de biologische aanwijzingen voor taalgebruik pas laat opduiken, wijst erop dat de relatie niet zo eenduidig was.

### Leefgebied
De vindplaatsen van H. habilis vertegenwoordigen verschillende habitats. Sommige daarvan zijn een droog landschap, andere zijn meer bebost, een aantal bestaat uit natte bossen. Dat kan betekenen dat de soort een breed dieet had dat hem in staat stelde uiteenlopende landschapstypen te exploiteren. Traditioneel werd gedacht dat de ontwikkeling van het geslacht Homo samenhing met een verdroging van het landschap en een gaan bewonen van graslanden. Later onderzoek toonde aan dat de klimaatveranderingen en hun effect op de faunae zeer complex waren. Verdroging en vernatting volgden elkaar snel op, mede gedreven door de Milankovićcycli. Pure wouden en savannes waren zeldzaam en "beboste graslanden" dominant. Daarbij kon het het bosareaal variëren tussen de 5% en 80%. De vroege Homo at in feite meer C3-planten uit bossen dan de grasetende Paranthropus maar zijn dieet was verder in dat opzicht toch minder breed dan dat van A. afarensis of A. africanus. Het kan echter zijn dat hij binnen een bepaald smal segment toch een hogere variatie wist te bereiken. Zijn evolutionaire voordeel zou ook in dit opzicht hebben gelegen in een grotere flexibiteit. Die kan bereikt zijn door een beter met de wat grotere voortanden bewerken van happen voedsel en het effectiever uit elkaar scheuren van taaie stukken plant of dier door de kiezen, iets waar het gebit aanpassingen voor lijkt te vertonen. De slijtage van en krassen op de tanden lijken te bevestigen dat een mengeling van taaie en harde objecten gegeten werd, bijvoorbeeld zowel bladeren als noten. Het gebruik van werktuigen kan het dieet hebben verbreed, door een hogere consumptie van vlees of merg. Houten werktuigen kunnen ingezet zijn om knollen op te graven die dan weer door kloppers kunnen zijn geplet. Zoals de meeste primaten zal H. habilis bij voorkeur suikerrijke vruchten gegeten hebben als de gelegenheid zich voordeed. De erosie van het kauwvlak van de kiezen van OH 16 wijst op de regelmatige consumptie van rijp fruit.

### Seksuele dimorfie

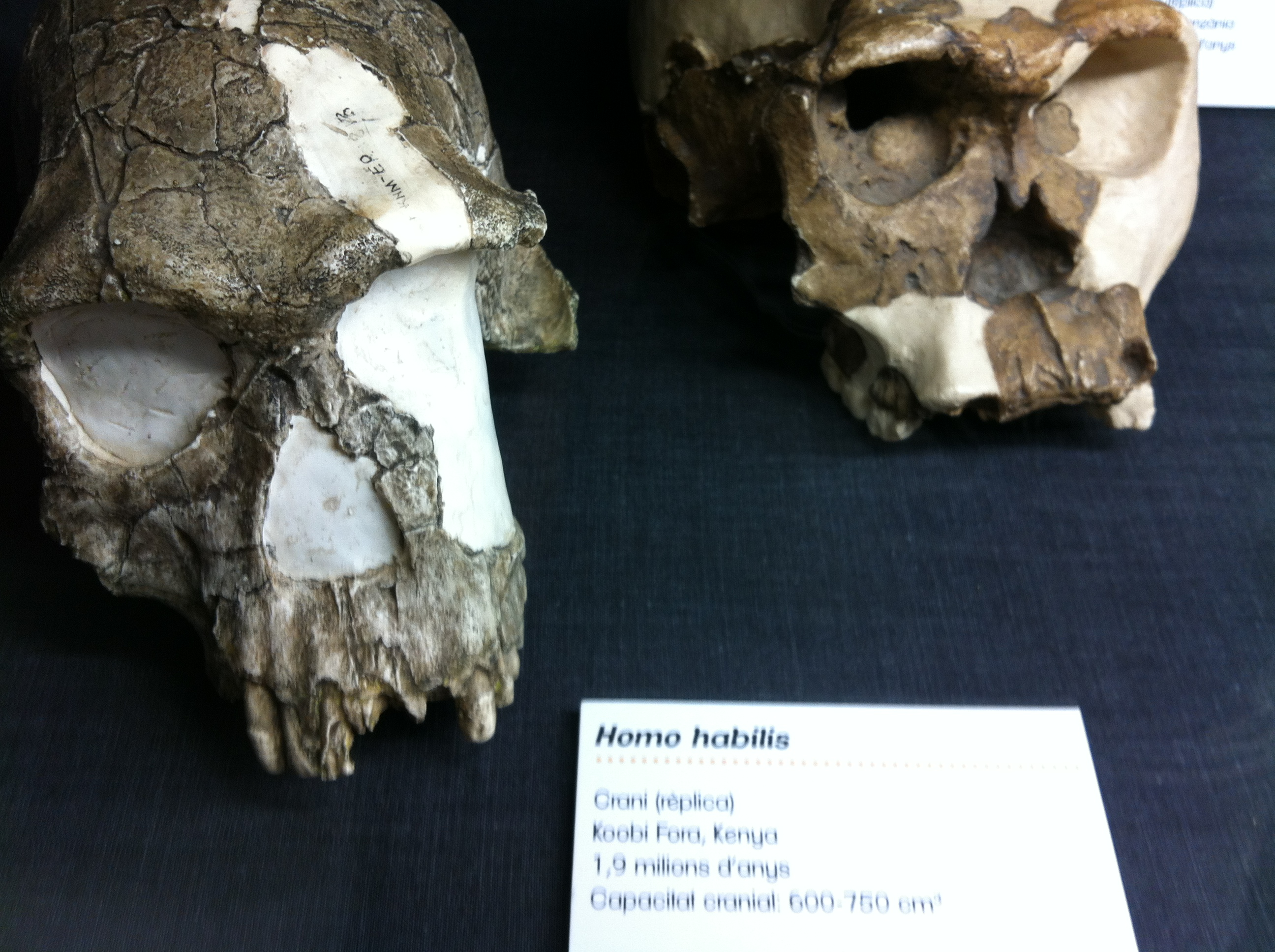
KNM-ER 1813 is wel als de schedel van een vrouw gezien, hier naast Twiggy

De gegevens over de seksuele dimorfie, de verschillen tussen vrouwen en mannen, zijn gering. Het is wel aangenomen dat specimen KNM-ER 1805 een man vertegenwoordigt omdat het schedeldak een lengtekam op de middenlijn draagt. Zulke kammen dienden als aanhechtingsvlakken voor de kauwspieren. Bij veel mensapen hebben de mannen duidelijk grotere kammen. Bij sommige soorten missen alleen kinderen en vrouwen kammen. KNM-ER 1805 heeft ook kiezen met een groter kauwoppervlak. Het kan echter niet eenduidig gesteld worden dat de mannen zich onderscheidden door kammen en grotere kiezen want KNM-ER 1805 is het enige bekende exemplaar met die kenmerken. Er moet op zijn minst sprake zijn van grote individuele variatie. In dat geval is het echter niet uit te sluiten dat het juist gaat om een vrouw die toevallig een kam had. Die kam kan ontwikkeld zijn als reactie op grotere kiezen. Daarbij kan de kam gezien worden als aanwijzing dat het helemaal niet om H. habilis gaat of dat er hybridisering had plaatsgevonden met een robuuste of basale vorm. De herseninhoud is bij KNM-ER 1805 overigens niet al te groot met 582 cc.

KNM-ER 1805

Het bestaan van duidelijk kleinere, zoals OH 62, en grotere exemplaren, zoals KNM-ER-3735, kan wijzen op een gewichtsverschil tussen mannen en vrouwen van een factor anderhalf. Dat zou relatief veel zijn vergeleken met de factor 1,3 bij chimpansees en 1,1 bij de moderne mens. Problematisch is dat dan de variatie in lichaamsmassa veel groter is dan de variatie in de grootte van de gevonden tanden, in kaken of los. In 1988 werd al geconcludeerd dat als KNM-ER 1813 en KNMR-ER 1470 geacht werden de vrouw en de man van H. habilis te vertegenwoordigen, de seksuele dimorfie van die soort groter zou moeten zijn dan die van de huidige Gorilla gorilla — en dat dit bepaald onwaarschijnlijk is. In 1990 ontkende Miller dit echter. H. habilis heeft grote kiezen en kleine hoektanden maar geen van beide kenmerken kan eenduidig in verband gebracht worden met een mate van seksuele dimorfie, het model van paarvorming of het niveau van agressie binnen de soort.

### Sociaal gedrag

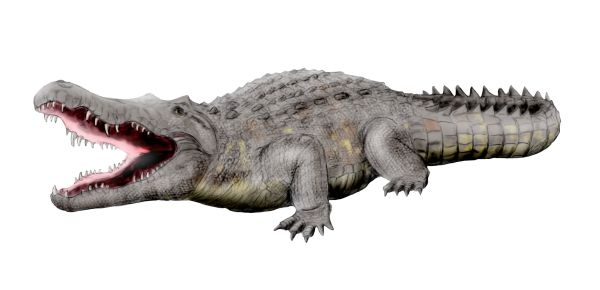
Crocodylus anthropophagus at Homo habilis

De laag die Mary Leakey aanduidde als een "huiskamervloer" met fossielen en werktuigen, werd in 2017 nog eens statistisch geanalyseerd. Men concludeerde dat het patroon van vondsten wees op een samenleven in grote groepen, zonder gezinsstructuur. De groepen kunnen georganiseerd zijn geweest volgens het "chimpanseemodel" waarin als bij de gewone chimpansee coalities van sterkere mannen een ruimere toegang hebben tot voedsel en geslachtsverkeer maar zwakkere individuen een zekere mate van vrijheid gegund wordt in het aangaan van relaties. Het "gorillamodel" waarin een dominante man een harem heeft, wordt minder waarschijnlijk geacht zolang er geen aanwijzingen zijn voor sterke seksuele dimorfie.
In 1993 probeerde een studie bij primaten een samenhang te bepalen tussen de grootte van de neocortex van de hersenen en de groepsgrootte. Het zou grotere cognitieve capaciteiten vergen om de sociale contacten met meer groepsgenoten te onderhouden. De hersencapaciteit van H. habilis zou wijzen op een groepsgrootte van zeventig tot vijfentachtig individuen, overeenkomend met de bovengrens van chimpanseegroepen. Zo'n vrij grote groep zou een fors foerageergebied nodig gehad hebben van ruim duizend vierkante kilometer, afhankelijk van het landschapstype. Het vergt een grote mobiliteit om grote gebieden optimaal te controleren en exploiteren. Territoriumconflicten met andere groepen lijken plausibel, wat zou leiden tot een mate van oorlogsvoering. Aanwijzingen voor het fabriceren van wapens zijn er niet. Toch is zulke intraspecifieke agressie waarschijnlijk. Moderne groepen van Pan troglodytes vechten onderling ook om territoria en voeren soms jarenlange campagnes om vijandige groepen te ondermijnen en verdrijven.

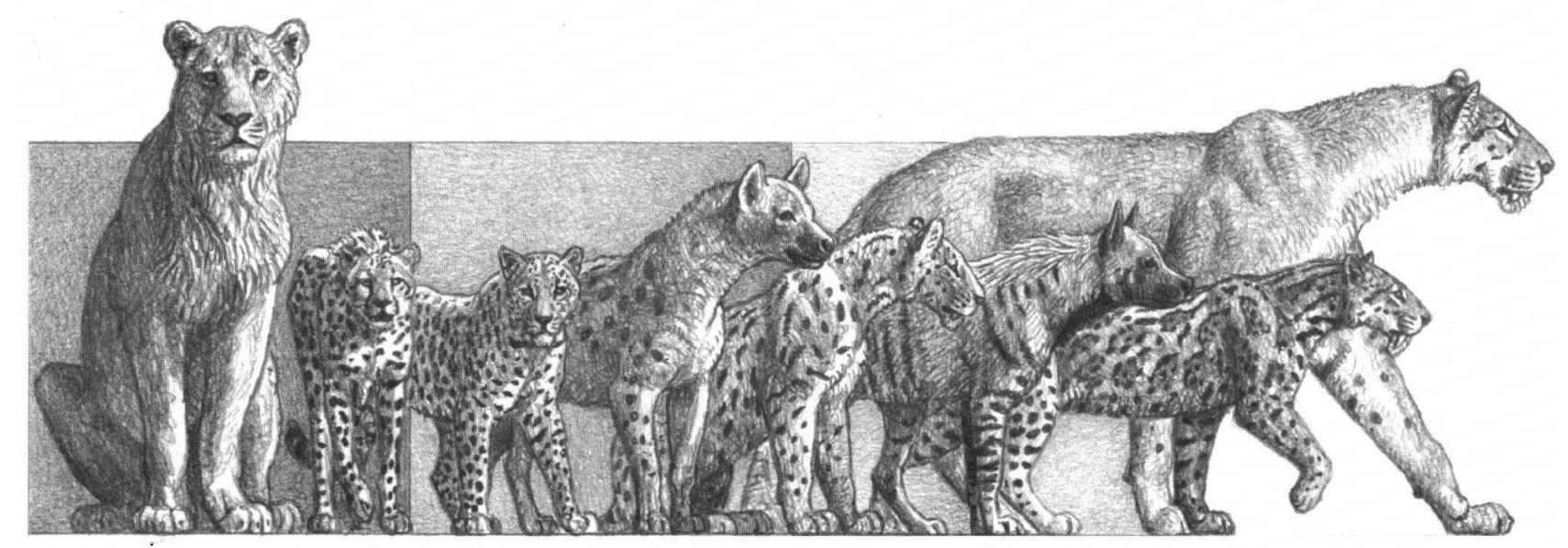
Afrika werd tijdens het Plioceen bevolkt door een ruime verzameling roofdieren

Het leven in groepen kan ook beschermd hebben tegen predatie door roofdieren. Sommige daarvan waren geduchte tegenstanders als intelligente sociale soorten zoals de hyena Chasmaporthetes nitidula. Ook katachtigen als Dinofelis en Megantereon zullen gevaarlijk geweest zijn. In enkele gevallen lijkt er direct bewijs van predatie te zijn op de fossielen. Het onderbeen OH 35 toont bijtsporen, van een luipaard of krokodil. De voet OH 8 lijkt doormidden gebeten te zijn door een krokodilachtige. In 2010 is die benoemd als de soort Crocodylus anthropophagus, de "mensenetende krokodil". Met een lengte van vijf meter is dit het grootste roofdier dat uit het leefgebied van Homo habilis bekend is. Het is gesteld dat de bijtsporen nog door vrij kleine exemplaren moeten zijn toegebracht: grote dieren zouden een kleine mensachtige in één keer hebben opgeslokt. Overigens werd het ook mogelijk geacht dat de fossielen als aas aangeknaagd waren. Predatie kan ook verklaren waarom de armen relatief lang waren. Geconfronteerd met hyena's was het nuttig snel een boom in te kunnen klimmen. Krachtige armen leverden de spierkracht om zich effectief met knuppels of geworpen stenen tegen katachtigen te kunnen verweren.
Predatie kan ook tussen mensachtigen hebben plaatsgevonden. Binnen Homo sapiens kwam tot voor kort in verschillende culturen naast koppensnellen ook kannibalisme voor. Nu is dat zeldzaam. Interspecifiek kunnen mensen van andere soorten gegeten zijn. In de Olduvai werden naast botten van H. habilis ook beenderen van Zinjanthropus ofwel P. boisei aangetroffen, vermengd met werktuigen. De Leakey's interpreteerden dit uiteindelijk zo alsof H. habilis de werktuigmaker was geweest en de meer basale mensachtige zijn maal. In de eenentwintigste eeuw wordt dit onderkend als een vooroordeel. Het is goed mogelijk dat Paranthropus houten werktuigen fabriceerde en misschien ook wel stenen. Misschien at hij wel H. habilis. Er kan ook cultuuroverdracht tussen de soorten hebben plaatsgevonden.

## Gelijktijdige mensensoorten?

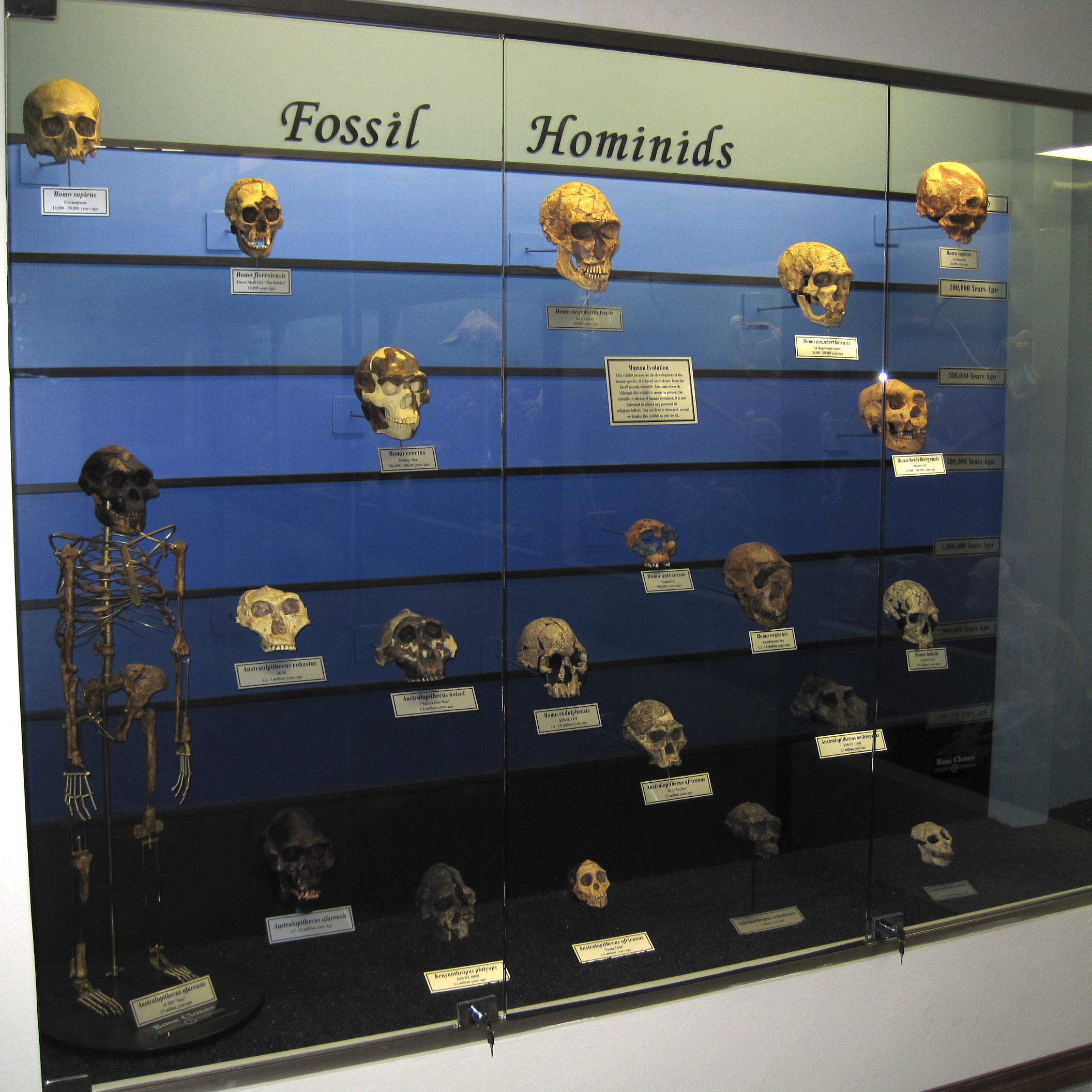
Er is een fase geweest dat veel mensensoorten gelijktijdig voorkwamen

Tussen de populatie van de moderne mens en zijn nauwst verwante diergroep, de chimpansees, bestaan duidelijke verschillen. Hoewel beide groepen mensapen zijn, wordt het vage begrip "mens" toegepast om met "niet-menselijke mensapen" een onderscheid te maken. Door de afstand in bouw, is dat meestal weinig problematisch. Er is echter een periode geweest dat groepen mensachtigen naast elkaar leefden die wellicht verschillende soorten vormden maar zo weinig van elkaar verschilden dat men die alle als mensensoorten zou kunnen aanduiden. Volgens verschillende onderzoekers is die situatie fundamenteel anders, en zeer vervreemdend, ten opzichte van de huidige toestand met maar één mensensoort. Homo habilis speelt in dit vraagstuk een centrale rol.
Uit vondsten bij het Turkanameer bleken Homo habilis en Homo erectus bijna gelijktijdig geleefd te hebben. Een bovenkaak van Homo habilis werd gedateerd op 1,44 miljoen jaar terwijl een schedel van Homo erectus 1,55 miljoen jaar oud is. Voor deze vondsten werden gedaan, werd aangenomen dat Homo habilis na 1,7 miljoen jaar was verdwenen, of door uit te sterven of door in Homo erectus te veranderen en daarmee dus in ieder geval ouder was dan die soort. In Georgië zijn Homo erectus-schedels van 1,8 miljoen jaar oud gevonden en die worden geacht de afstammelingen te zijn van een lijn die in Afrika begon. Beide soorten hebben, volgens Fred Spoor in 2007, in Oost-Afrika blijkbaar minstens een half miljoen jaar naast elkaar geleefd. In Zuid-Afrika leefden twee miljoen jaar geleden, naast mogelijk H. habilis en Australopithecus sediba, in ieder geval H. erectus, Australopithecus africanus en Paranthropus robustus naast elkaar. In 2014 stelde een studie van Susan Antón dat de periode met meervoudige lijnen wel een miljoen jaar kon hebben geduurd. In deze fase leefden ook nog Paranthropus boisei en H. rudolfensis. De vier typen moeten verschillende niches hebben ingenomen, hoewel het lastig is te bepalen welke die precies waren. Het ligt voor de hand te veronderstellen dat Paranthropus zich in het eten van grassen specialiseerde en H. erectus meer vlees at, maar uit fytolieten blijkt dat ook H. erectus meer C4-planten of CAM-planten at dan H. habilis. Daarbij blijkt uit de grotere complexiteit van de structuren van zijn tandglazuur dat hij vrij harde objecten at.
Ongeveer twee miljoen jaar geleden kunnen zeven afstammingslijnen van mensachtigen gelijktijdig geleefd hebben:
|  |

## Meer afbeeldingen

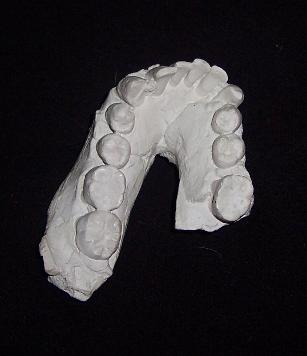
Afgietsel van onderkaak OH 7, holotype van Homo habilis
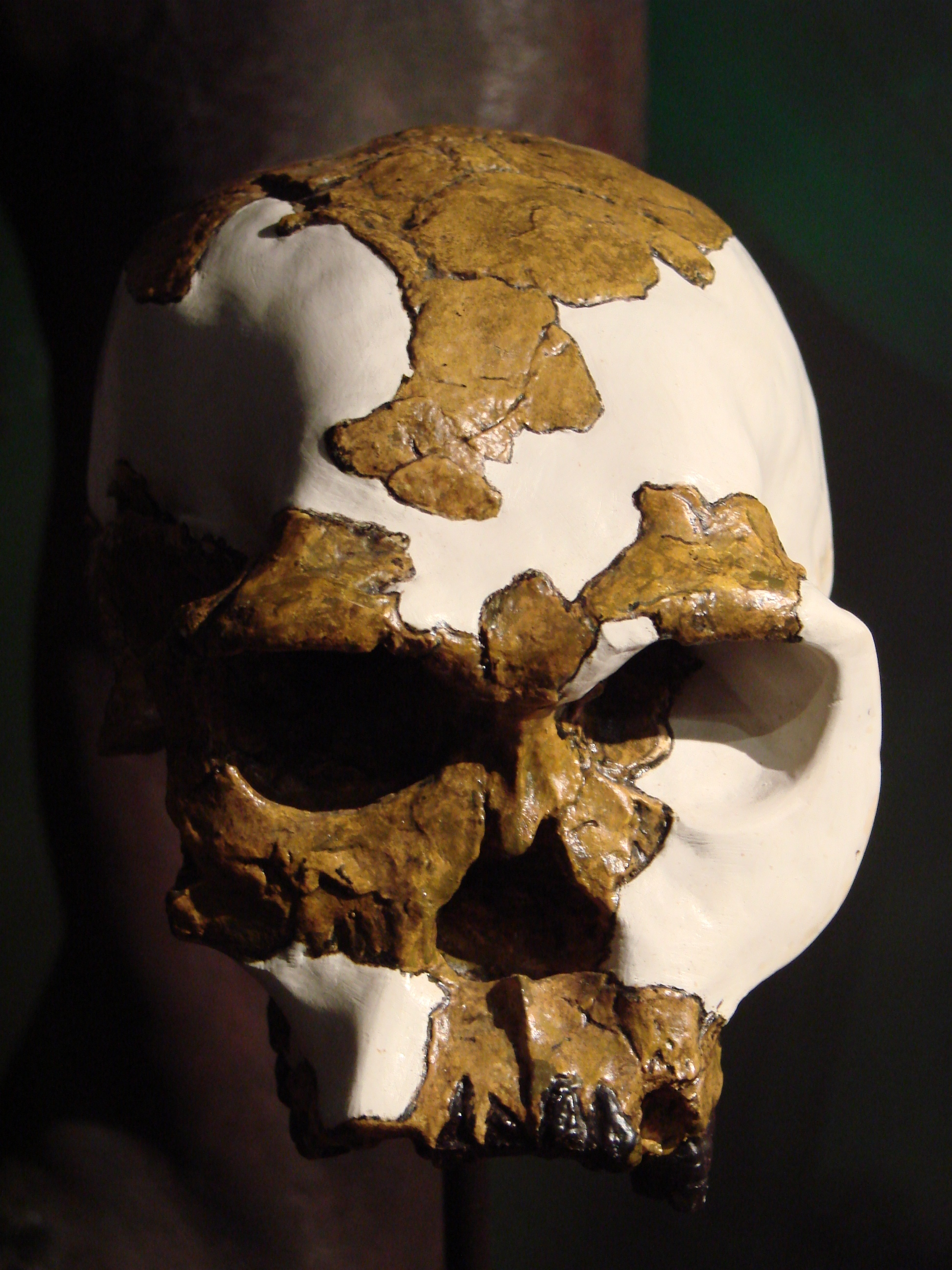
Schedel
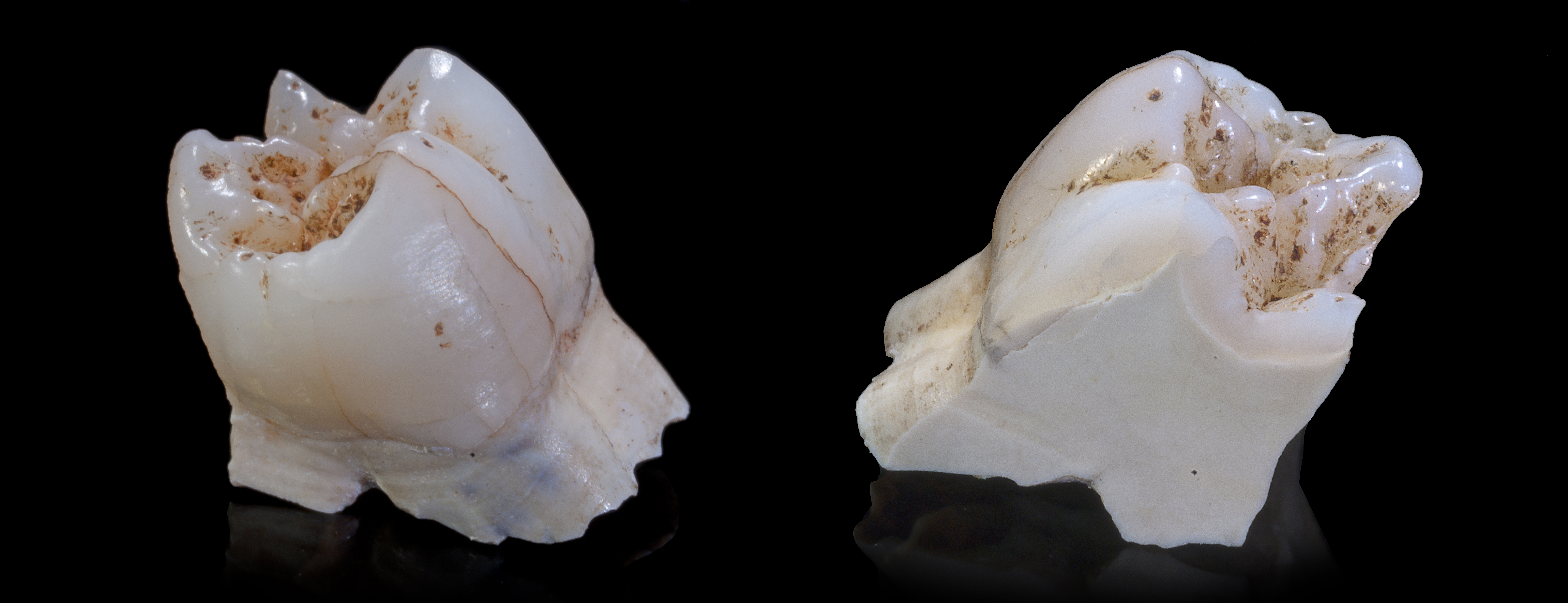
Kies SKX 268 van Swartkrans, 1,8 Ma